# 鈴木Jimny
鈴木Jimny（日语：スズキ・ジムニー）乃是1970年起由日本鈴木公司生產、銷售的輕型運動型多用途車。2007年4月21日SJ413型Jimny攻頂南美洲智利奥霍斯-德爾薩拉多山，以行駛至海拔6,688公尺創下汽車行駛最高海拔的金氏世界紀錄。

## 概要
Jimny秉持吉普車的四輪傳動傳統，歷代皆使用H型底盤大樑，前後懸吊系統亦採固定軸式。這款長青車系歷經數十年，外觀造型沒有多大變革，驃悍的越野性格深植人心。長年以來馬自達和鈴木汽車之間存在著輕型車OEM代工的協議，1998年10月開始發售以此車款為藍本而開發的馬自達AZ-Offroad。此外，這款車曾獲得2008年度好設計獎「長壽設計獎項」。
關於Jimny的雛形必須從希望汽車的希望之星ON型4WD談起：修車技工出身的小野定良於1951年創辦希望商會（後更名為希望汽車），1952年因應戰後經濟需求而推出輕型三輪貨車「希望之星（ホープスター）」，此車系堅固耐用，在市場上豎立口碑。不過競爭對手環伺，加上1961年發售的三輪「ST」、四輪「OT」等二種車款上改採富士汽車開發的356c.c.氣冷式二行程MA型水平對臥二缸引擎，其進、排氣閥門採用旋轉閥設計，詎料經實際使用後發現過了約1萬公里後旋轉閥容易出現損耗故障，且曲軸強度不足導致引擎損壞，許多消費者上門索賠而引發經營危機。
後來希望汽車縮小經營規模，並轉進遊樂園機械設備的製造領域，才讓公司穩住腳步。不過小野仍未忘情於汽車製造，他考量到消費者能以輕型車（K-Car）駕照駕駛、穿梭於不平整的山野間等條件，造就「希望之星ON型4WD」的出現。為了適應崎嶇不平的林野環境，H型底盤大樑化為3等分，引擎架於前方第1等分，其餘以手工方式製作。因為一開始就計劃向三菱汽車兜售代工製造權，小野大量流用該公司的零件：動力心臟為359c.c.舌簧閥式二衝程直列二缸ME24D型引擎，後車軸同三菱Colt 1000，傳動系統流用三菱Minica，輪胎和三菱Jeep同樣採用6.00-16的規格。可惜的是三菱汽車看到希望汽車過去在ST、OT等車款銷售上的挫敗，斷然拒絕購入代工製造權。
即使如此，1967年12月仍發表上市，主要銷售對象是前往高山或積雪地區看診的醫生，銷路卻始終低迷不振。小野定良改向鈴木汽車東京分公司兜售，因為該公司負責人便是小野的舊識、時任董事的鈴木修。鈴木對這款輕型四輪驅動車表現出極大的興趣，但公司內部反對聲浪頗大，「買下銷售不出去的車子的製造權做什麼？」、「純粹是社長的個人愛好」、「如果這種東西能夠大賣，我就在公司裡提著燈籠列隊歡迎祝賀」等負面批判紛紛出籠。鈴木不顧反對的聲音，以大約1千2百萬日圓的代價買斷製造權。1968年8月6日雙方簽訂合約時，除設計圖資料，外加以鈴木製引擎搭載5輛ON型4WD的新條件；結果這些ON型4WD便是Jimny的原型車。

## 歷史

### 第一代（1970年-1981年）

#### 第一代第1期（1970年-1972年）
1970年 - 4月正式推出，乃日本首部輕型四輪傳動越野車。LJ10型保留了希望之星ON型4WD某些元素：如前後輪採固定軸式懸吊系統、16吋輪圈、二速傳動箱等，但是動力心臟359c.c.直列二缸氣冷式二衝程FB型引擎和變速箱則取自鈴木Carry，其餘零件也以自家製為主以便降低成本。此外為了山林戶外作業需求設置了絞盤機，動力來自動力分導裝置，此具絞盤機至SJ10/20型停產前可加價選購。為了宣傳這輛車的豪邁粗獷，廣告口號打出「向自然挑戰的男人之車」、「男人的對手☆Jimny」、「最前線志願」等。

#### 第一代第2期（1972年-1976年）
LJ20-1型

1972年 - 5月公開發售，跟LJ10型最大的差異在於從氣冷式的FB型引擎，改為水冷式的L50型引擎，因此新增溫水式加熱器。L50型引擎之馬力28ps / 5,500rpm，使得最高時速可達每小時80公里，同時爬坡力亦提升為35度。另外考量到雪地用途，新增具有硬殼車體的廂型車LJ20V型，但輪圈改成15吋，而且自第四代Carry L40型流用縱式車門握把。進氣壩從LJ10型的橫柵式改成縱柵式，從外觀可以輕易分辨出二者。同年7月發售「Video Jimny」，搭載索尼開發的18吋彩色電視與U-matic規格錄影機，銷售對象是公司法人。其電力源自動力分導裝置使之發電，甚至曾在1972年第19屆東京車展展出，結果乏人問津。同時為了外銷至世界各地，Jimny開始出現左駕版。不過美國市場並非由原廠自己經營，而是由一家名為「國際設備公司」（International Equipment Company，IEC）引進美國。

LJ20-2型

1973年 - 11月發售LJ20-2型，車幅燈與方向燈分離，車尾方向燈由紅色改為橘色。
1974年 - 由於廢氣排放標準日趨嚴格，12月原廠開發出更乾淨的亞型引擎，但是最大馬力降至26ps / 5,500rpm，最大扭力改為3.8kg·m / 4,500rpm
1975年 - 2月追加LJ20F型，將備胎移往副手席後方，在左右後輪拱上設置兩張相對望的小椅子，故乘員人數變成4人。

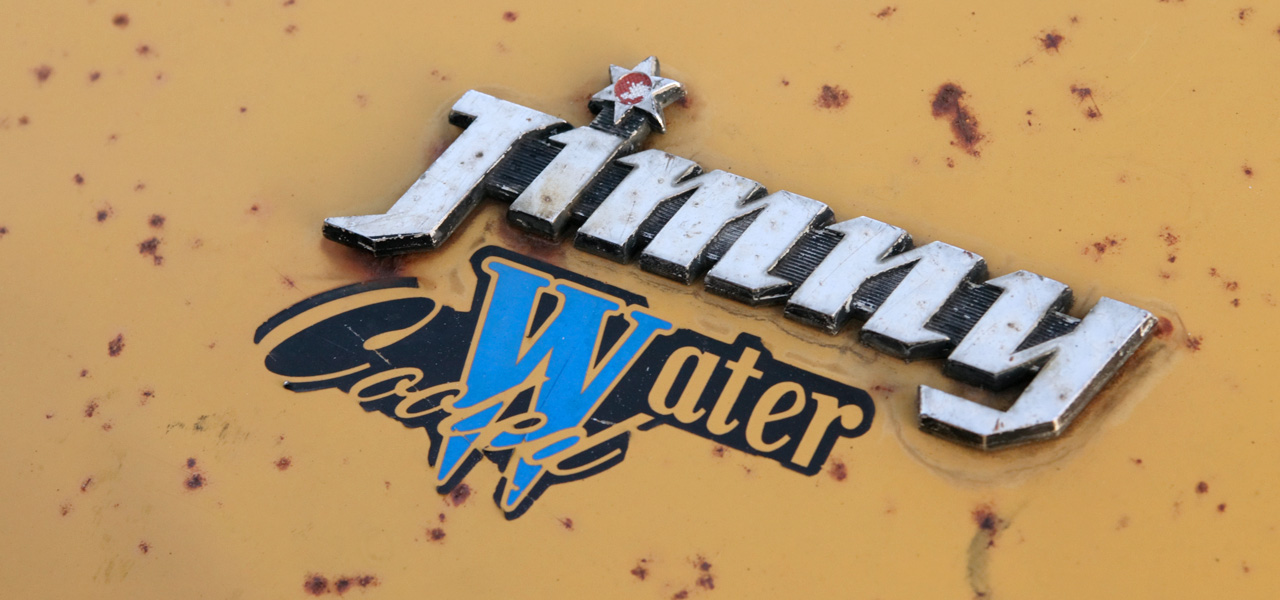
引擎從氣冷式改為水冷式，故車身貼有此標誌
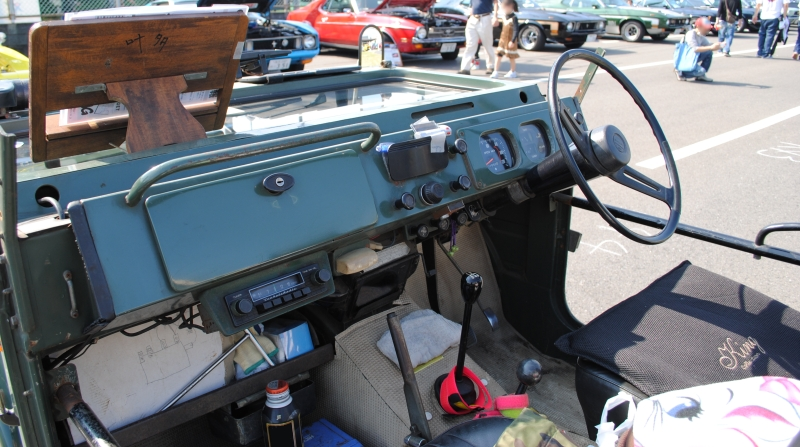
內裝
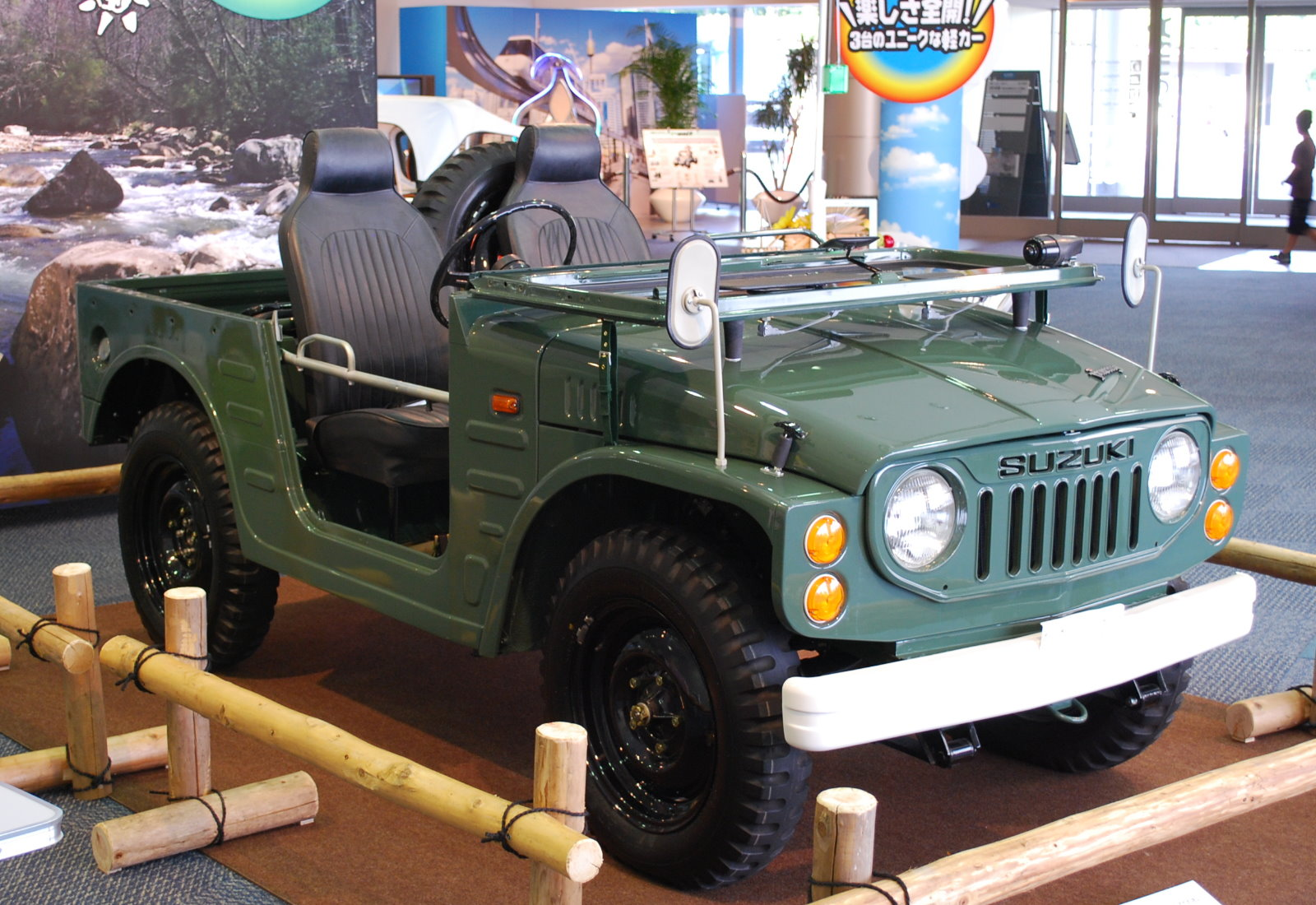
LJ20-2型車頭
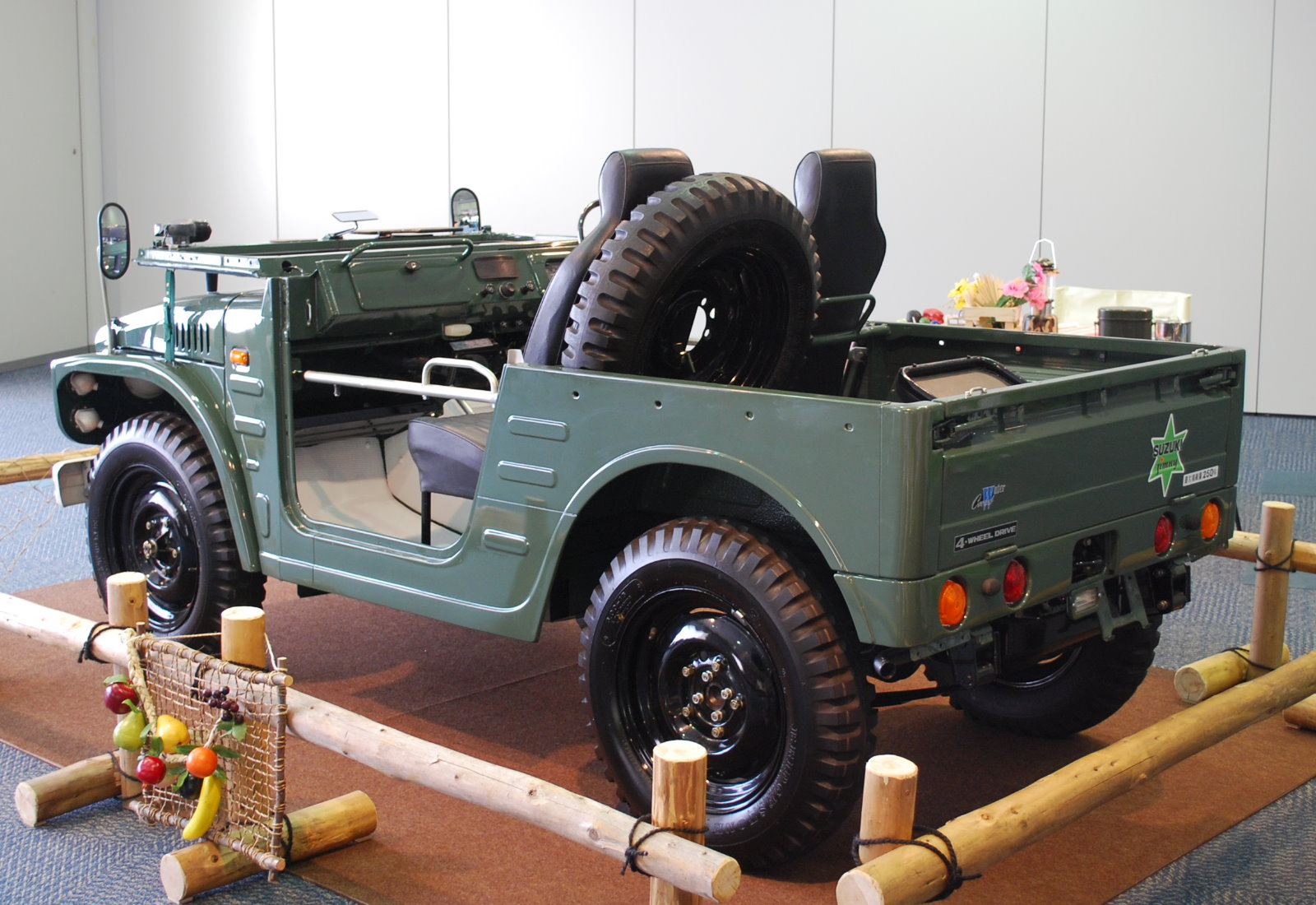
LJ20-2型車尾

#### 第一代第3期（1976年-1981年）
SJ10-1型

1976年 - 6月問世，對應改制後的輕型車規制放寬引擎排氣量至550c.c.，新換裝一具539c.c.直列三缸水冷式二衝程LJ50型引擎，故車迷間將之暱稱成「Jimny 55」，但外銷版通常稱為「Jimny LJ50/LJ50V」。原廠增高了軟篷的後半部，故改善其後座空間。
原廠為了不同的市場需求也會調整配備，譬如澳洲市場擁有軟篷和備胎置於後座的LJ50S型、硬頂車殼和備胎置於車尾的LJ50V型，同時馬力和扭力分別是33hp / 5,500rpm和5.85kg·m / 3,500rpm。後來，外銷的LJ50型改以LJ80型（請見後述）取代。
SJ10-2型

1977年 - 6月因應新規，加大輪軸及輪拱，故車體尺寸跟著放大。由於跟SJ20型的零件共通，引擎蓋改為向上凸起之形狀，進氣壩重新設計，前保桿也增加厚度。同時油箱容量從26公升改為40公升，增加了續航力。
SJ10-3型

1978年 - 11月頭燈組的位置稍微移往下方，故進氣壩形狀隨之變更，同時也更動了部份開關的位置。
SJ10-4型

前保桿改成黑色，前檔雨刷噴頭也改為電動式。

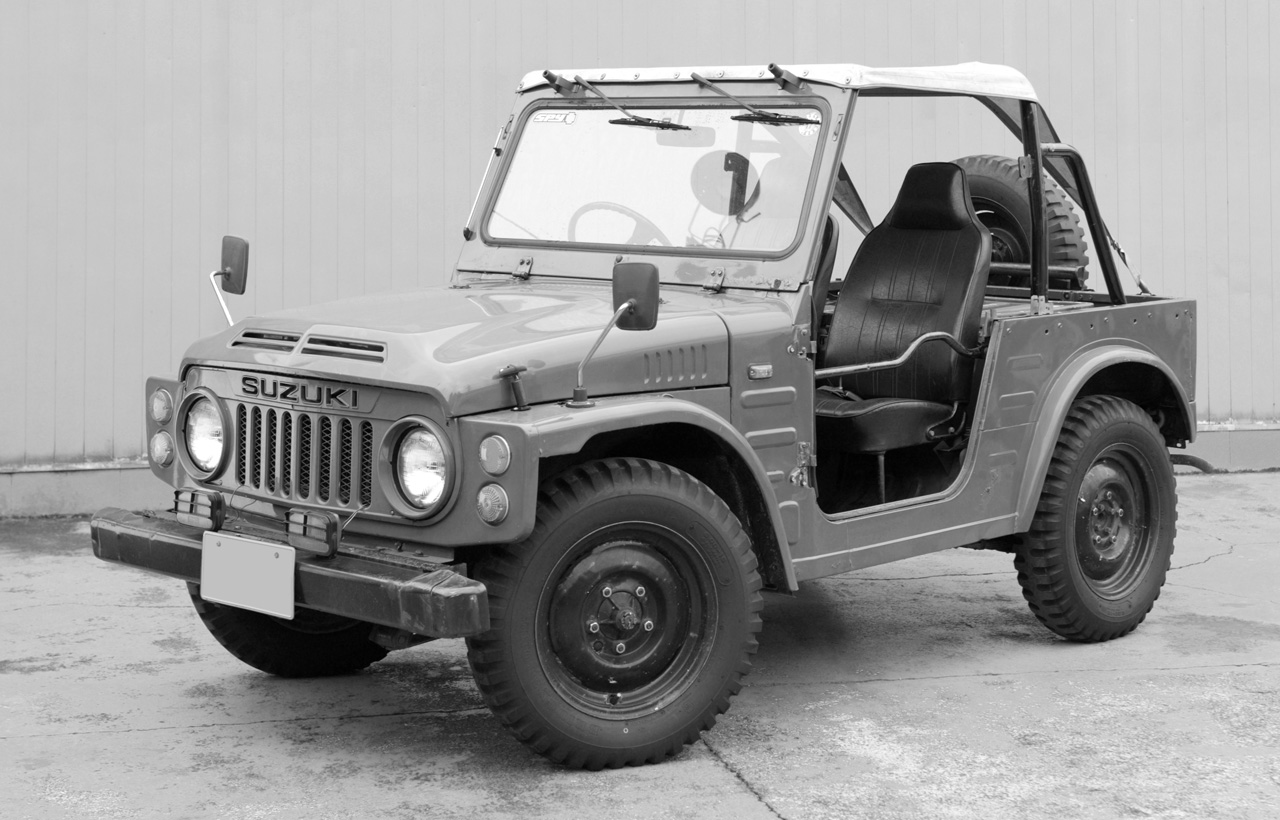
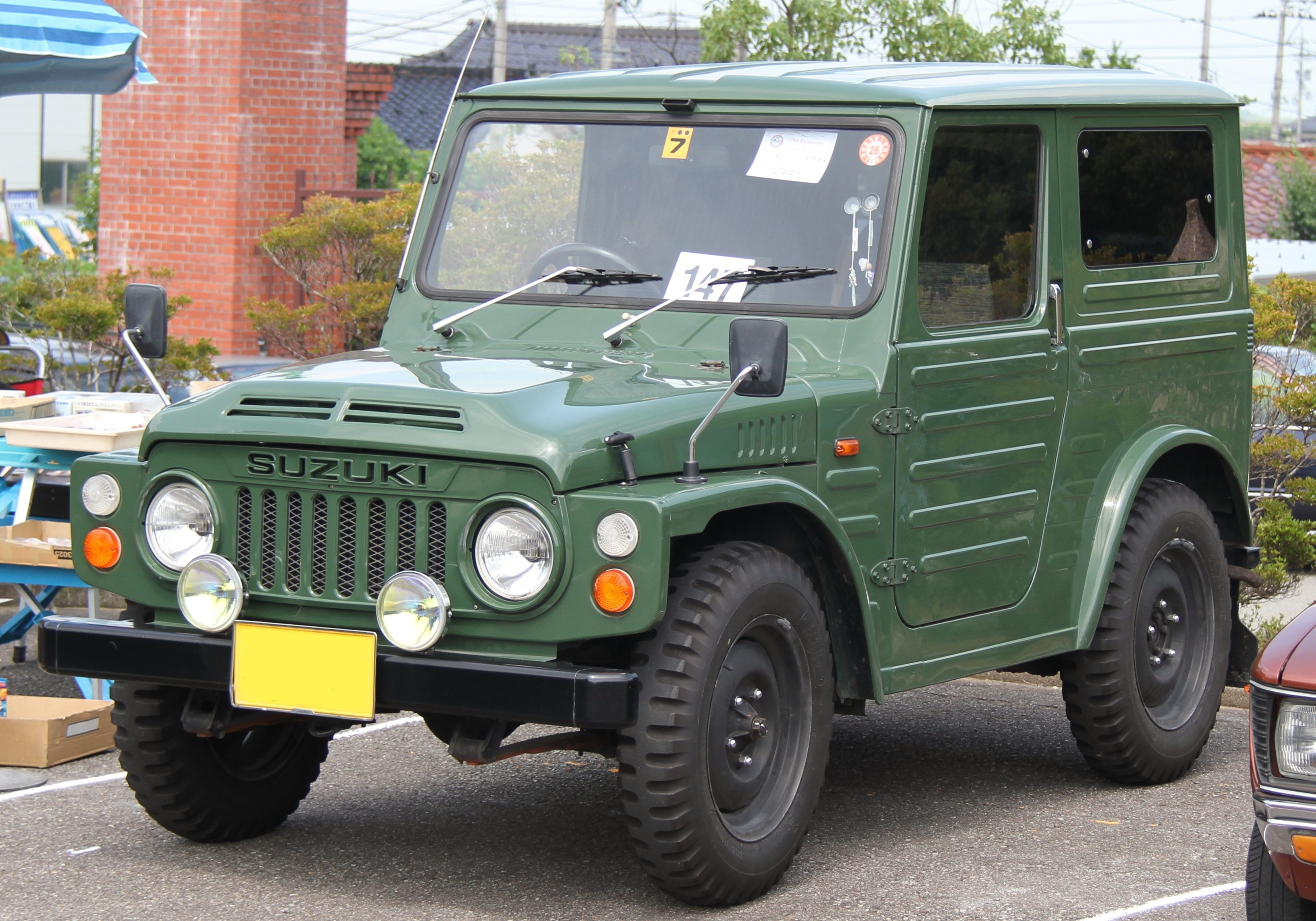
進氣壩下方的霧燈並非原廠品

##### SJ20型Jimny 8
1977年 - 自7月起發售，專門用於外銷市場。此車型乃以SJ10型車體搭載排氣量較大的797c.c.直列四缸SOHC F8A型引擎，而這具引擎是原廠第一具四衝程引擎。軟頂敞篷車型稱作LJ80型，硬殼廂型車型稱作LJ80V型；另有皮卡車型LJ80P型，軸距延長至2,200mm而成。後來此車型也回銷日本，稱作SJ20型，共出售1,799輛。另外原廠銷往德國市場前曾打算命名為「鈴木Eljot」，但因牴觸到迪士尼卡通電影妙妙龍（Pete's Dragon）的主角姓名而作罷。

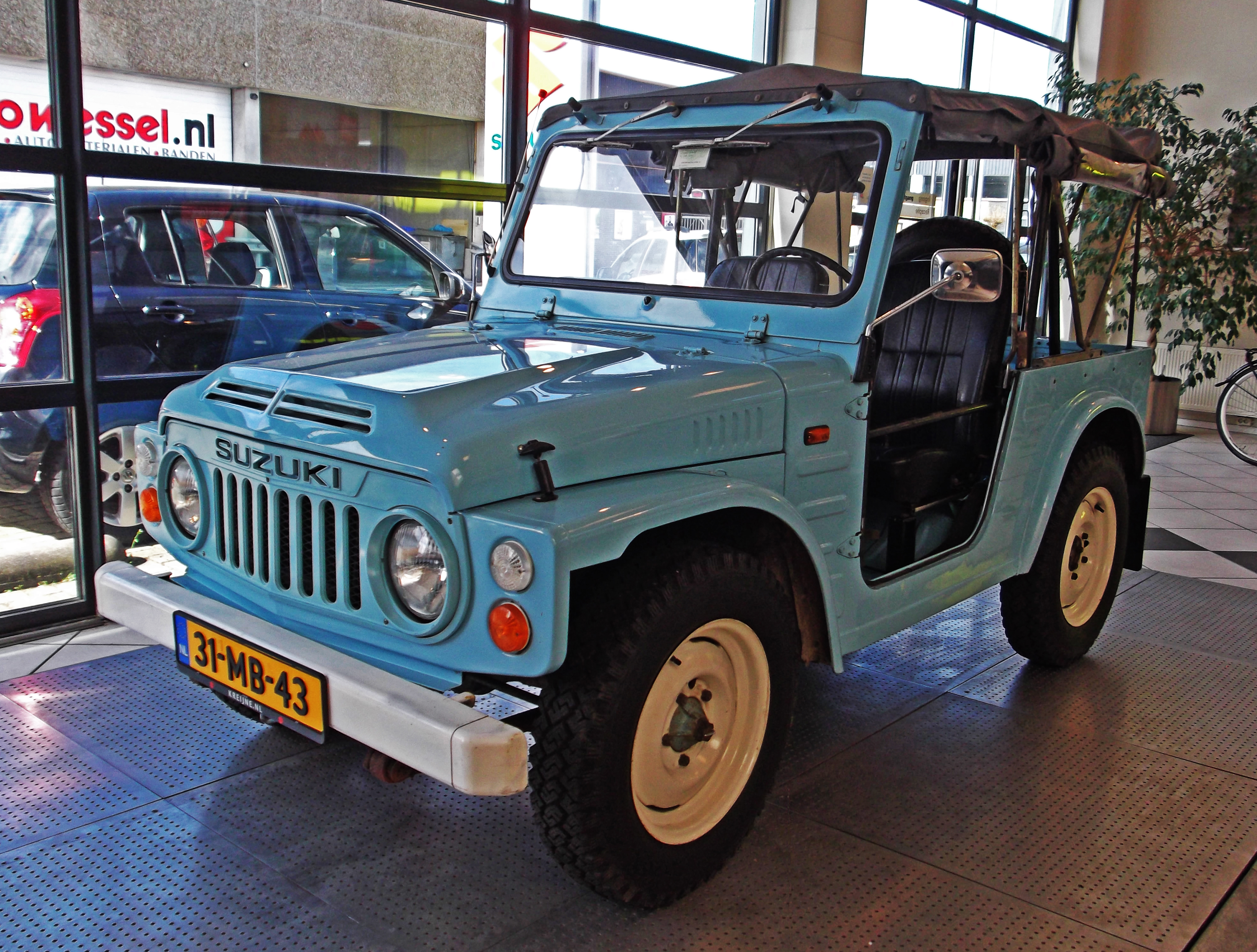
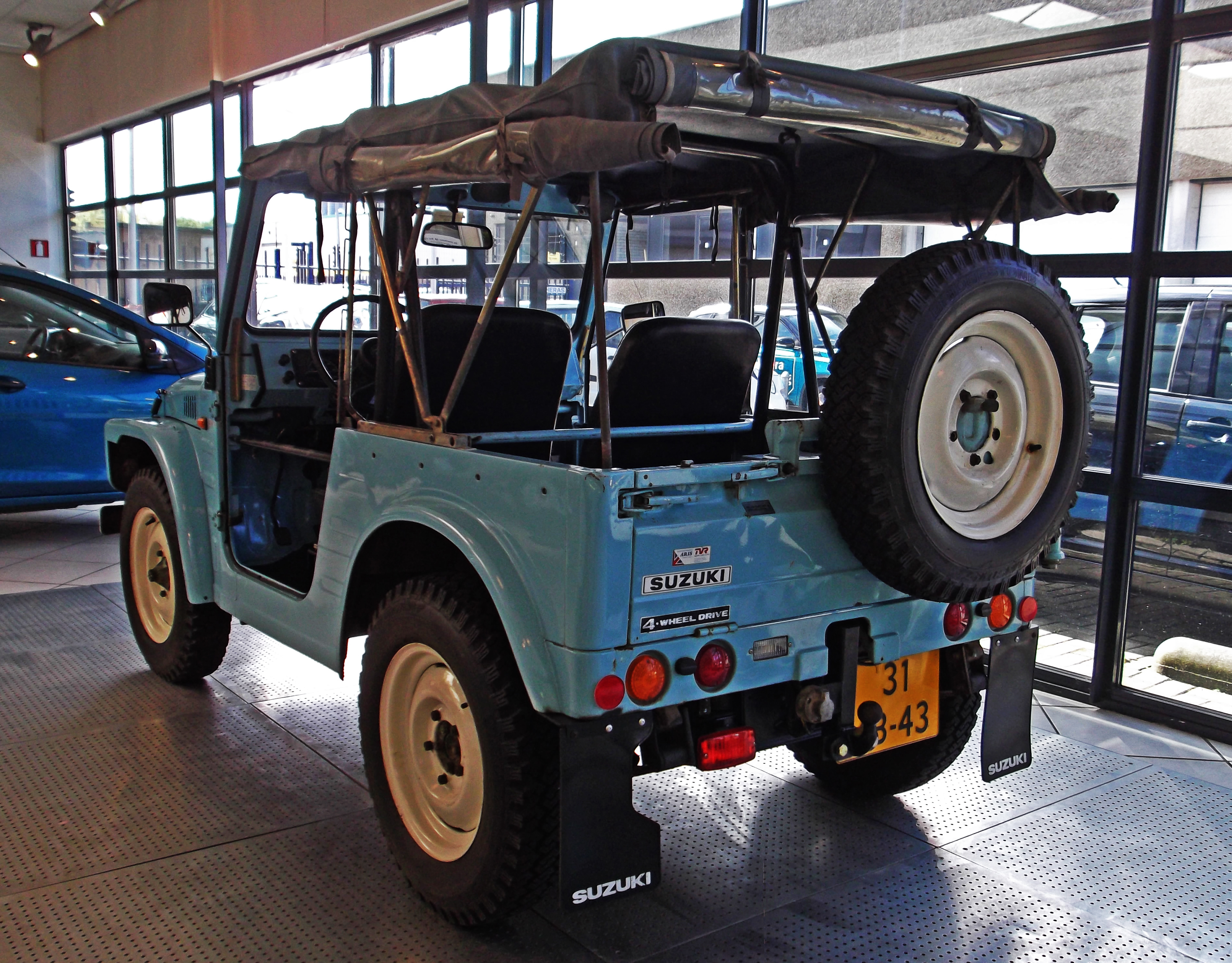
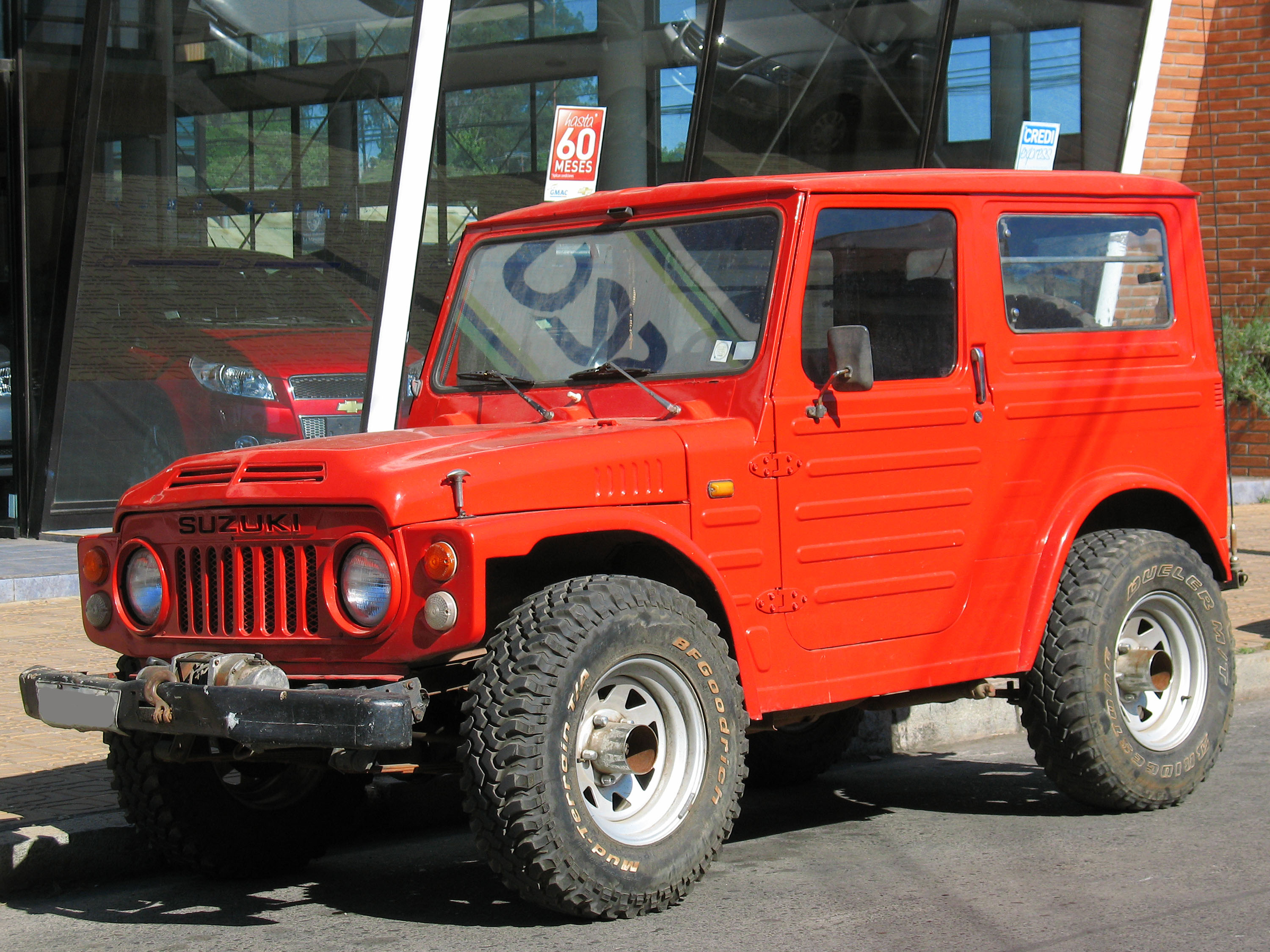
廂型車型
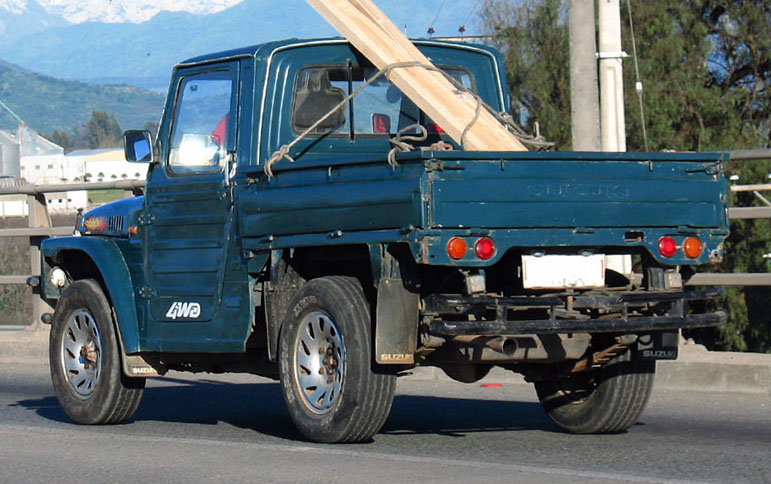
皮卡車型
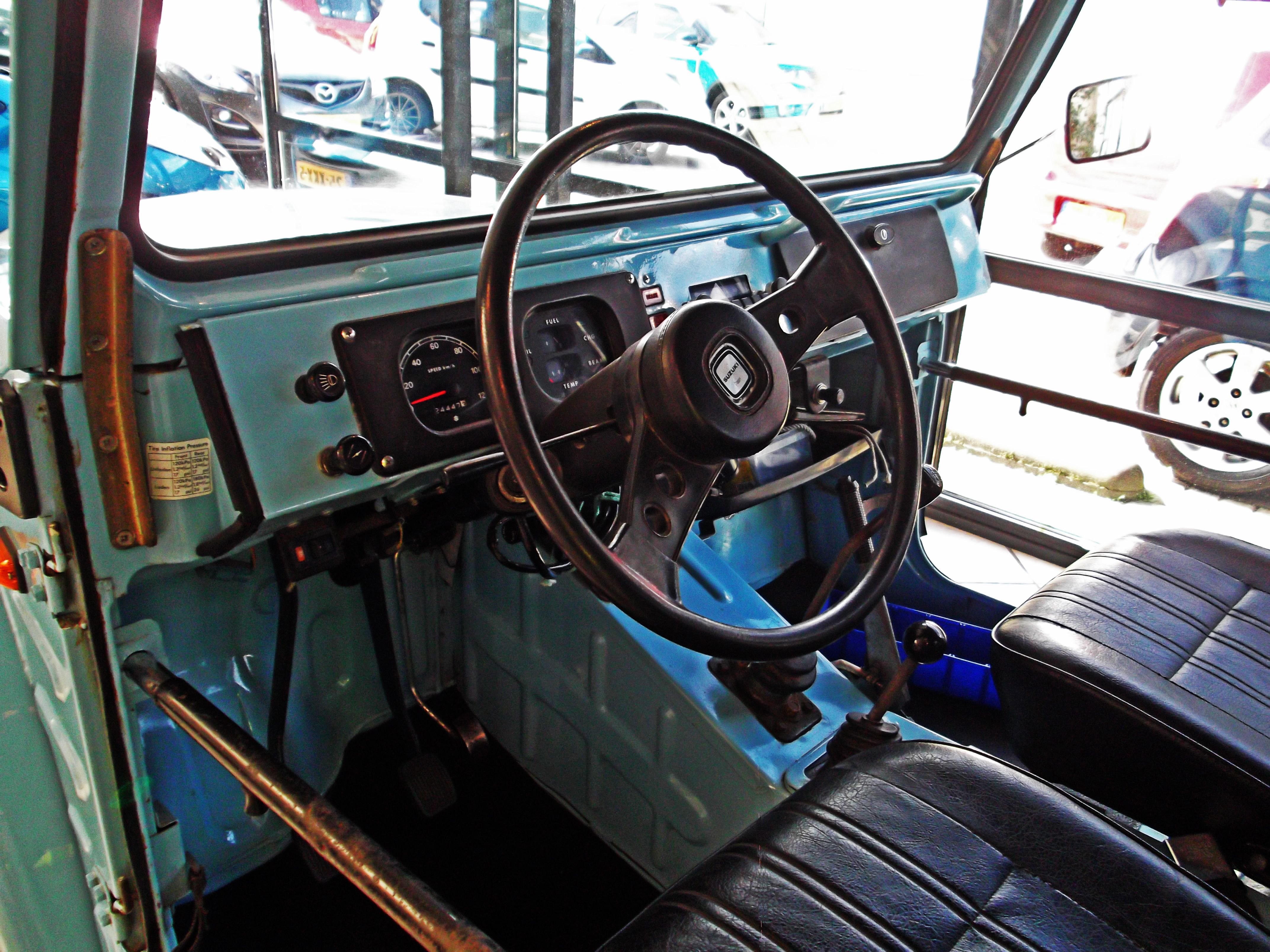
內裝照

### 第二代（1981年-1998年）
1981年5月日本市場正式銷售改朝換代的Jimny SJ30型，分級依舊維持輕型車，動力心臟亦沿用539c.c.直列三缸水冷式二衝程LJ50型引擎。為了外銷市場，車身的長度及寬度加大，而且也出現很多不同的車名：鈴木SJ410/413、鈴木Samurai、鈴木Sierra、鈴木Potohar（巴基斯坦）、鈴木Caribian（泰國）、鈴木Satana（印尼）、馬魯蒂Gypsy（印度）等。此外由於1981年美國汽車巨擘通用汽車購入鈴木的股票，雙方開始合作關係；全盛時期時前者甚至持有後者20.4%的股權。通用汽車奉行集團共用車型的政策下，該車款也換上其他廠徽標誌成為雪佛蘭Samurai、霍頓Drover（澳大利亞）等。

#### 第二代第1期（1981年-1984年）
SJ30-1型

1981年 - 時隔11年，原廠終於在5月推出大改款的第二代Jimny。在此同時原廠的輕型車車款逐漸向四衝程循環構造的F5A型靠攏，但考量到低轉速時扭力對於克服崎嶇不平地形相當重要，遂採用539c.c.直列三缸SOHC LJ50型引擎。經改良後，此具引擎最大馬力28ps / 4,500rpm、最大扭力5.3kg·m / 3,000rpm，同時具備減速時抑制燃油之裝置及二段式消音系統，以減少二衝程循環常見的白煙排放和噪音問題。
車型仍舊按軟頂敞篷或硬殼廂型區分：SJ30F型（帆布門）、SJ30FK型（半車門）、SJ30FM型（全車門）、SJ30V-VA型（硬殼基本款，主要售予公司法人）、SJ30V-VC型（硬殼豪華款，主要售予個人）。
SJ30-2型

1983年 - 8月起開始販售小改款，停售SJ30F型；除SJ30V-VA型外，其餘車型原前輪鼓煞改成碟煞，並且新設鎖定車輪軸芯裝置，保險絲從玻璃管狀改成塑膠金屬片狀。車型按軟頂敞篷或硬殼廂型區分：SJ30FK-2型（半車門）、SJ30JM型（全車門）、SJ30V-VA型（硬殼基本款，主要售予公司法人）、SJ30V-VC型（硬殼豪華款，主要售予個人）。
SJ30-3型

1984年 - 6月再度小改款，儀表板一律從金屬改成樹脂製，改良引擎點火系統、改成1DIN收音機、車身可選白色或銀色。車型按軟頂敞篷或硬殼廂型區分：SJ30FK-3型（半車門）、SJ30JM-3型（全車門）、SJ30V-VA-3型（硬殼基本款，主要售予公司法人）、SJ30V-VC-3型（硬殼豪華款，主要售予個人）。
SJ30-4型

1986年 - 2月第三度小改款，更換座椅、內裝飾板等處；不過此車型出廠數量不多。
SJ30-5型

1987年 - 9月第四度小改款，改用安全帶緊急自動束緊裝置（emergency locking retractor，SJ30車型中唯一）、改良後照鏡、加厚前擋玻璃室內側的橡膠封條。車型經過重整後，僅留下J30JM-5型（軟頂敞篷全車門）和SJ30V-JC-5型（硬殼廂型豪華款）等二種。

##### SJ40型Jimny 1000
1981年 - 外銷版SJ410型開始出口，以排氣量較大的970c.c.直列四缸SOHC F10A型引擎做為動力心臟。原先日本當地仍繼續銷售SJ20型Jimny 8，但是在消費者的強烈要求下，原廠終於在1982年8月正式發售SJ40型Jimny。再者，原廠也嘗試販賣軸距延長的皮卡車型，後車斗並流用鈴木Carry之元件。無奈消費習性與使用習慣不同，本地僅出售321輛。此外，原廠在銷售目錄上曾刊載「SJ40T-DT型」，實際上並未正式交車。
SJ40型和SJ30型最大的差異在於前者配置195SR15輪胎，其15吋輪圈為節圓直徑（pitch circle diameter，P.C.D.）139.7mm、六個螺絲孔的形式，一般認為這是經運輸省指導而設計。至於皮卡車型使用的16吋輪圈，則恢復輕型車標準的五螺絲孔形式。

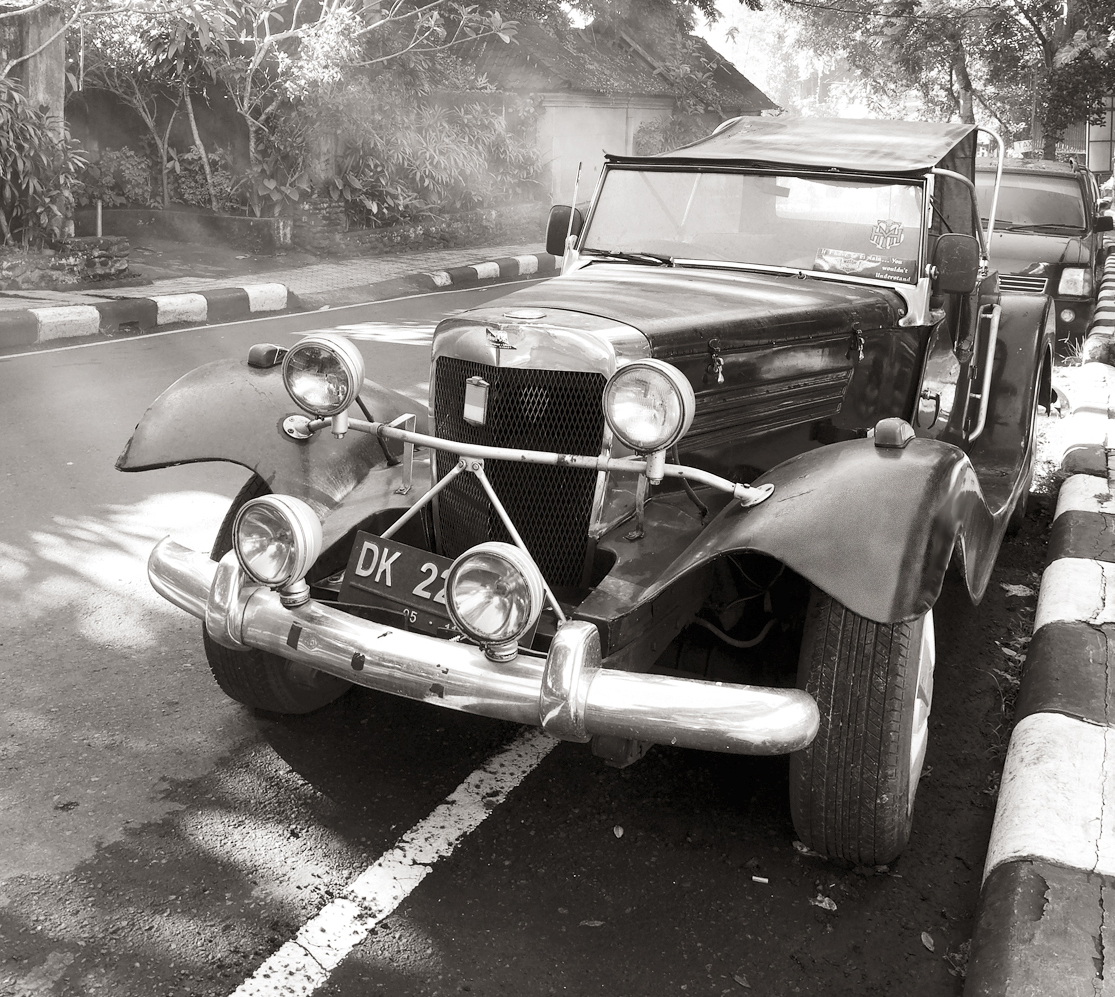
Marvia Classic

印尼市場的SJ410型由印尼鈴木汽車組裝製造，不過卻出現不同的車名：硬頂廂型車型叫作「鈴木Jimny」、軟頂敞篷車型叫作「鈴木Sierra」；1980年代晚期二輪驅動版本叫作「鈴木Katana」，而且Katana和Jimny頭燈稍後皆改成方形。有趣的是，印尼鈴木汽車亦曾以SJ410型為基礎改造成1930年代復古古董車，稱作「Marvia Classic」。印尼的SJ410型至2005年正式停產，改引進泰國製造的鈴木Caribian（SJ413型）皮卡貨車替代。
1985年 - 原廠開始在3月授權給西班牙車廠桑塔納汽車，以半成品組件方式在當地製造SJ410型。由於自製零件達60%以上，得以銷售整個歐洲市場。車型計有二門軟頂敞篷車、二門廂型車等二種，後期有某些車升級成碟煞系統。1990年3月起，桑塔納汽車改用日規JA51型底盤製造成SJ413型，稱為「Samurai 1.0」。1980年代中期開始，非洲肯亞車廠庫柏汽車（Cooper Motor Corporation）也獲得鈴木授權以半成品組件方式在當地製造SJ410型。
由於各地市場的消費者特性不盡相同，1995年11月JA12型和JA22型在日本發表時，某些開發中國家仍持續銷售SJ410型。甚至到了1998年第三代Jimny上市，印度也繼續販售舊世代的SJ410型。

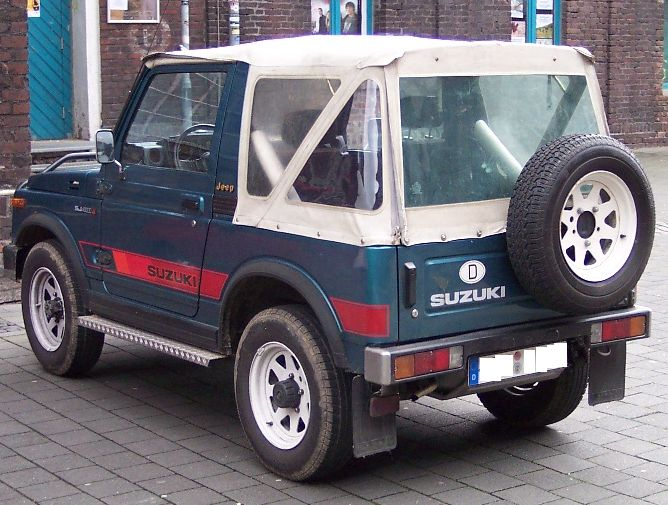
注意車門把手邊的「JEEP」標誌、B柱等全為車主自行加裝
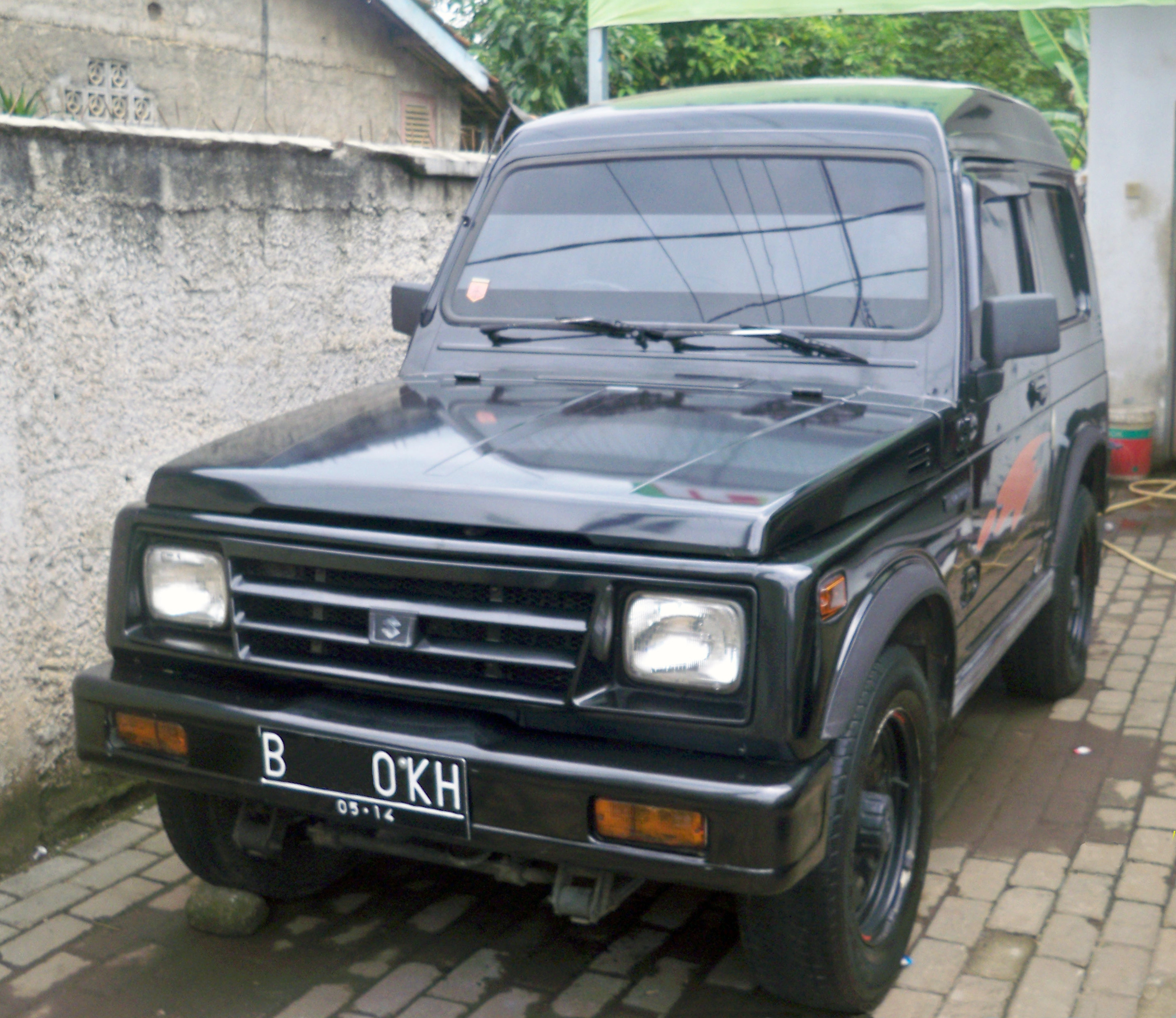
印尼鈴木汽車組裝製造的Katana，頭燈為方形

##### SJ413型Jimny 1300 / Samurai

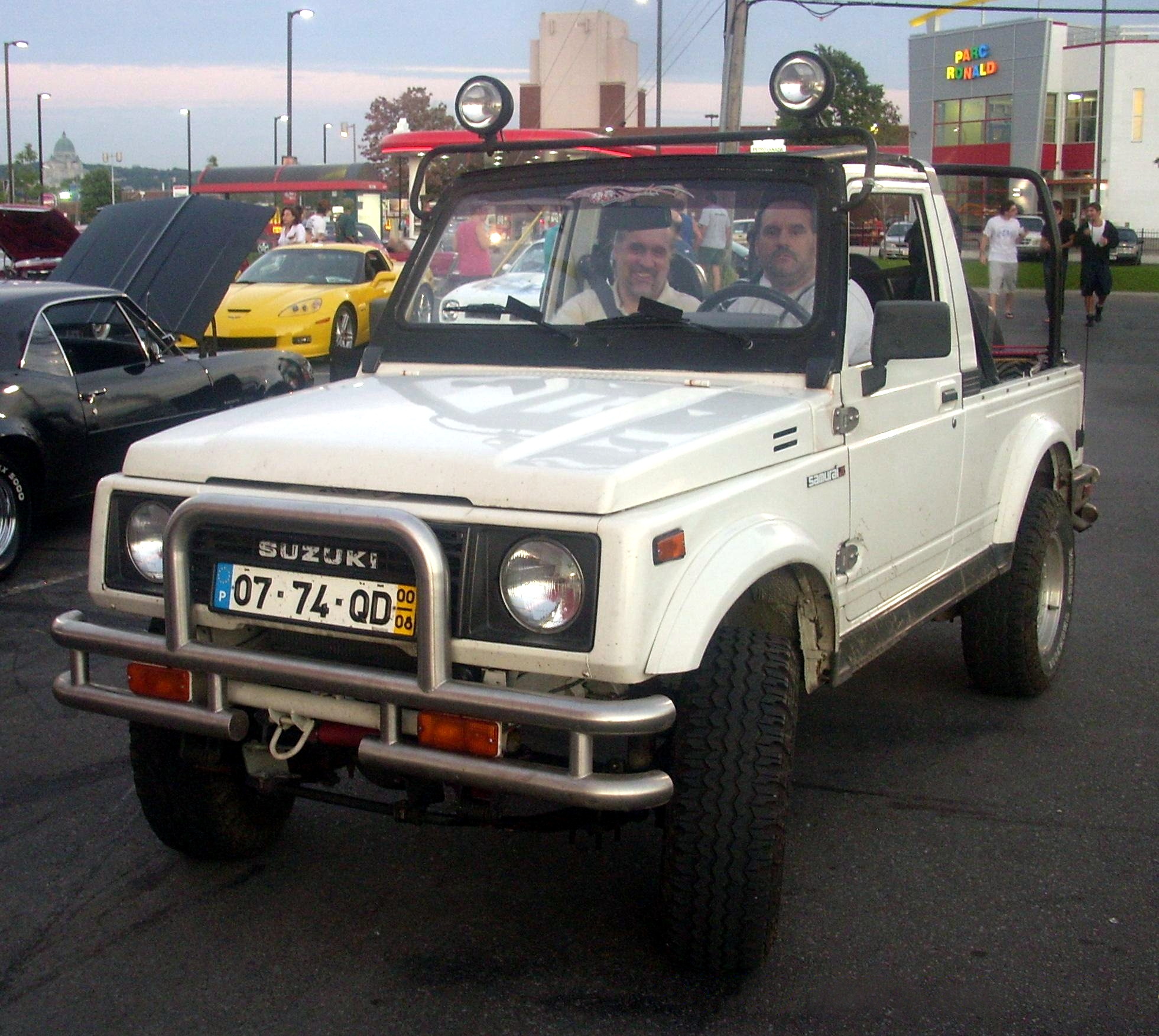
美規鈴木Samurai

1984年 - 11月日本當地發售Jimny 1300（JA51型），換裝第一代Cultus使用的1.3L直列四缸SOHC G13A型引擎，具備新開發的進氣系統、電子回饋系統等元件。汽缸本體多以鋁合金製成，重量減輕約20公斤。車型分成4種：客用車為二門旅行車，商用車則有半車門敞篷、全車門敞篷及二門廂型等。
1985年 - 11月日本發售限量100部的「Winter Action Special」特仕車。本年度開始SJ413型以「鈴木Samurai」之名正式引進美國市場（加拿大則更早），頭一年賣出約47,000輛。同樣配置1.3L直列四缸SOHC G13A型引擎，分成軟頂敞篷車、硬頂廂型車等二種外型。相較於其他4WD車款更為可靠、輕度動力但越野能力卻毫不遜色等優點，使得這款車大受歡迎；而且簡單的機械構造也適合打算改裝引擎動力、懸吊系統的車迷。
1986年 - 12月旅行車型將車頂加高，並配置天窗。
1989年 - 美國市場推出小改款的Samurai：懸吊系統設定得更軟、新增防傾桿、第5速的齒輪比從0.795：1調至0.865：1、更新儀表板、更舒適的座椅。
1991年 - 9月美規版的動力心臟改換成1.3L直列四缸SOHC G13BA型引擎，馬力與扭力分別來到66hp / 6,000rpm及10.5kg·m / 3,500rpm。
1995年 - 受到1988年《美國消費者報導》月刊負面車評之影響（詳情參看鈴木公司控告美國消費者聯盟案），美規Samurai的銷售成績持續低迷，加上日趨嚴格的汽車安全標準，原廠遂於1995年決定停售。

###### 其他市場
SJ413型/Samurai在其他國家則銷售得更長久。由於1981年美國汽車巨擘通用汽車購入鈴木的股票，雙方開始合作關係，在奉行集團共用車型的政策下，SJ413型/Samurai出現許多兄弟車：澳洲稱為鈴木Sierra或霍頓Drover，泰國則稱鈴木Caribian；而且後者還有獨一無二的二廂式皮卡貨車「Caribian Sporty」。1986年鈴木開始授權西班牙車廠桑塔納汽車製造SJ413型，但是桑塔納汽車將之改造得更適合一般道路行駛，包括更軟的懸吊系統、布質座椅、毛毯腳踏板等。1989年進行小改款，包含全新造型的進氣壩、更圓潤的保險桿；稍後桑塔納汽車自法國標緻雪鐵龍集團引進1.9L直列四缸XUD9 SD型渦輪增壓柴油引擎，極速可達130km/hr。直到2003年，桑塔納汽車才停產Samurai。
哥倫比亞與委內瑞拉所銷售的SJ413型叫做雪佛蘭Samurai，由通用哥倫比亞公司（GM Colmotores）組裝製造。其他南美洲市場如巴西、阿根廷、玻利維亞、智利、秘魯、烏拉圭、巴拉圭等則稱作鈴木Samurai；另外所有南方共同市場國家並未銷售長軸版的SJ413型。

###### 金氏世界紀錄
2007年4月21日智利車手貢薩洛·布拉沃（Gonzalo Bravo）及愛德華多·卡納萊斯（Eduardo Canales）駕駛改造過的鈴木Samurai SJ413型登上奥霍斯-德爾薩拉多山，行駛至海拔6,688公尺後打破吉普車的舊紀錄，創下汽車行駛最高海拔的金氏世界紀錄。該輛重度改裝的SJ413型除了輪胎、輪圈、前後懸吊系統外，1.6L直列四缸G16A型引擎也改成機械增壓。

###### 鈴木Farm Worker 4x4
2013年鈴木紐西蘭分公司引進一款名為鈴木Farm Worker 4x4的SJ系車型，實質上乃以馬魯蒂Gypsy King MG413W換牌而來，因為散熱器中央仍可見到馬魯蒂的商標。此車款以1.3L直列四缸SOHC G13BB型為動力，可輸出最大馬力80hp / 6,000rpm、扭力峰值103N·m / 4,500rpm，搭配五速手排同步嚙合傳動變速箱、2WD/4WD切換鈕等配備，並按車斗或車廂設計不同區分成「Flatdeck」、「Multi Purpose」、「Wellside」、「Versatile」等四種車型。正如其車名所示，此車款僅供農業運輸使用，並不符合紐西蘭當地的汽車碰撞安全法規，但是該車款仍配有安全帶。

#### 第二代第2期（1986年-1990年）

##### JA71-1型
1986年 - 1月於日本發售，燃油供給裝置改採EPI電子控制燃油噴射系統，搭載543c.c.直列三缸SOHC F5A型渦輪增壓引擎（無中冷器），配合五速手排變速箱可輸出最大馬力42ps / 6,000rpm、最大扭力5.9kg・m / 4,000rpm。在此同時，搭載二衝程引擎的SJ30型仍持續以較低的價格在市場上販售。

##### JA71-2型
1987年 - 11月改換附中冷器的543c.c.直列三缸SOHC F5A型渦輪增壓引擎，最大馬力達到52ps / 5,500rpm、最大扭力則是7.2kg・m / 4,000rpm。駐車踏板改為後二輪制動式，引擎蓋則開了進氣口以供中冷器使用，進氣壩由與車身同色之鋼板改成樹脂製（與JA51型同），霧燈改成內藏式。此外，這一型的內裝元件仍繼續沿用到下一代的JA11型。

##### JA71-3型/4型
3型和4型額外裝設了蜂鳴器，當時速超過90km/hr時會發出警告音。此外，1989年11月原廠推出限量1千部的特仕車「Wild Wind Limited」。

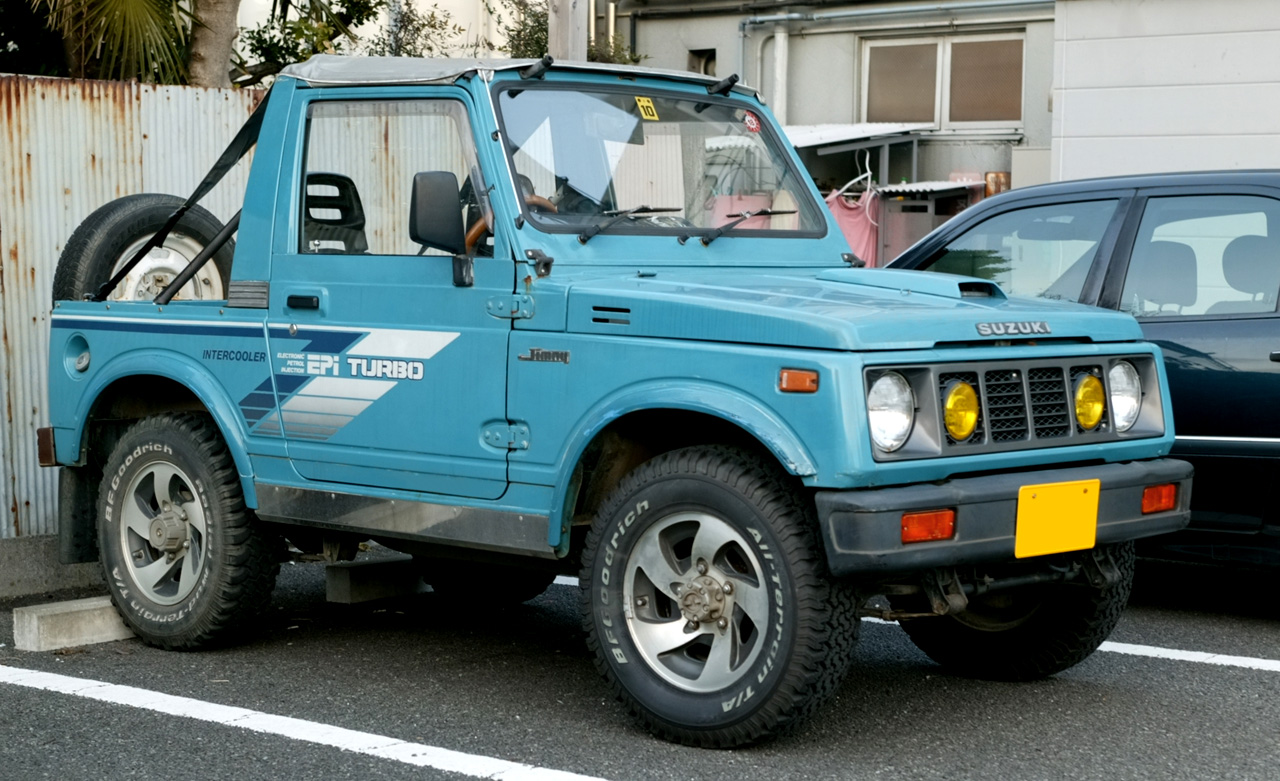
3型渦輪增壓附中冷器
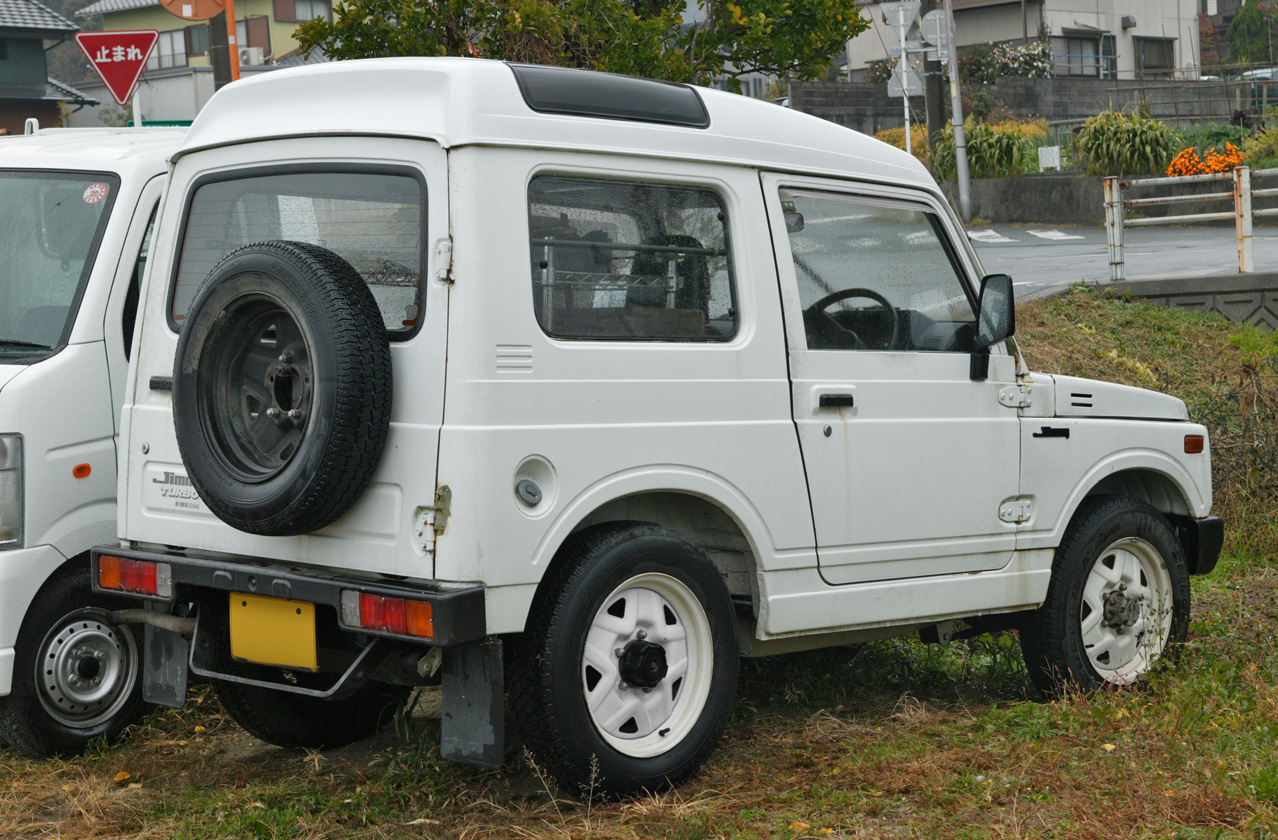
廂型車附天窗

#### 第二代第3期（1990年-1995年）

##### JA11-1型
1990年 - 2月原廠發表JA11型（車身號碼JA11-100001～），受惠於輕型車規制放寬擴大引擎排氣量至660c.c.，動力心臟改成657c.c.直列三缸SOHC F6A型渦輪增壓引擎（附中冷器），最大馬力55ps / 5,500rpm、最大扭力8.7kg・m / 3,500rpm。車身外觀方面，前、後保險桿加大，霧燈也和JA71型一樣置於進氣壩前方。原廠另外重新調校懸吊系統，以提升其穩定性。同年10月原廠以二門廂型車HC型為基礎，推出限量1,000部的「Wild Wind Limited」特仕車。

##### JA11-2型
1991年 - 6月JA11-2型面世（車身號碼JA11-150001～），進氣壩等部件改變形狀，F6A型渦輪增壓引擎經細部調校後最大馬力達到58ps / 5,500rpm、最大扭力則是8.8kg・m / 3,500rpm。除散熱器風扇的芯軸從直結式改成液力耦合器式之外，加上酸化觸媒、EGR排氣再循環裝置等，用以符合平成2年汽車廢氣排放標準。另外，鋁合金輪圈亦可加價選購。同年11月推出限量2,400輛的「Wild Wind Limited」特仕車，具備動力輔助轉向系統等配備。

##### JA11-3型
1992年 - 7月發表JA11-3型（車身號碼JA11-200001～），部份車型將動力輔助轉向系統納為標準配備，二門廂型車HC型新增三速自排變速箱。另外發售限量3千部的「Scott Limited」特仕車，含有車頂行李箱等配備。同年11月限定3,500輛的「Wild Wind Limited」特仕車（車身號碼JA11-210767～）上市，1993年6月復推出限定3千輛之「Scott Limited」特仕車（車身號碼JA11-230319～），1993年11月推出限定5千輛的「Wild Wind Limited」特仕車（車身號碼JA11-245770～）。

##### JA11-4型
1994年 - 4月JA11-4型發表（車身號碼JA11-280001～），並將動力輔助轉向系統列為入門的二門廂型車HA型之標準配備。同年6月開始販售限定4,500輛的「Summer Wind」特仕車（車身號碼JA11-285009～），具有JA11型唯一的紅色車身塗裝；11月再發表限定5千輛的「Wild Wind Limited」特仕車（車身號碼JA11-297109～）。

##### JA11-5型
1995年 - 2月推出小改款的JA11-5型（車身號碼JA11-320001～），小改款內容係針對甫上市的勁敵三菱Pajero Mini而來，包括三速自排變速箱、全新設計的內裝等。此外，再度調校F6A型渦輪增壓引擎，使得最大馬力來到64ps / 6,000rpm，最大扭力則為10.0kg・m / 4,000rpm。隨後又推出「Landventure」特仕車，同樣配備64ps馬力的F6A型渦輪增壓引擎。

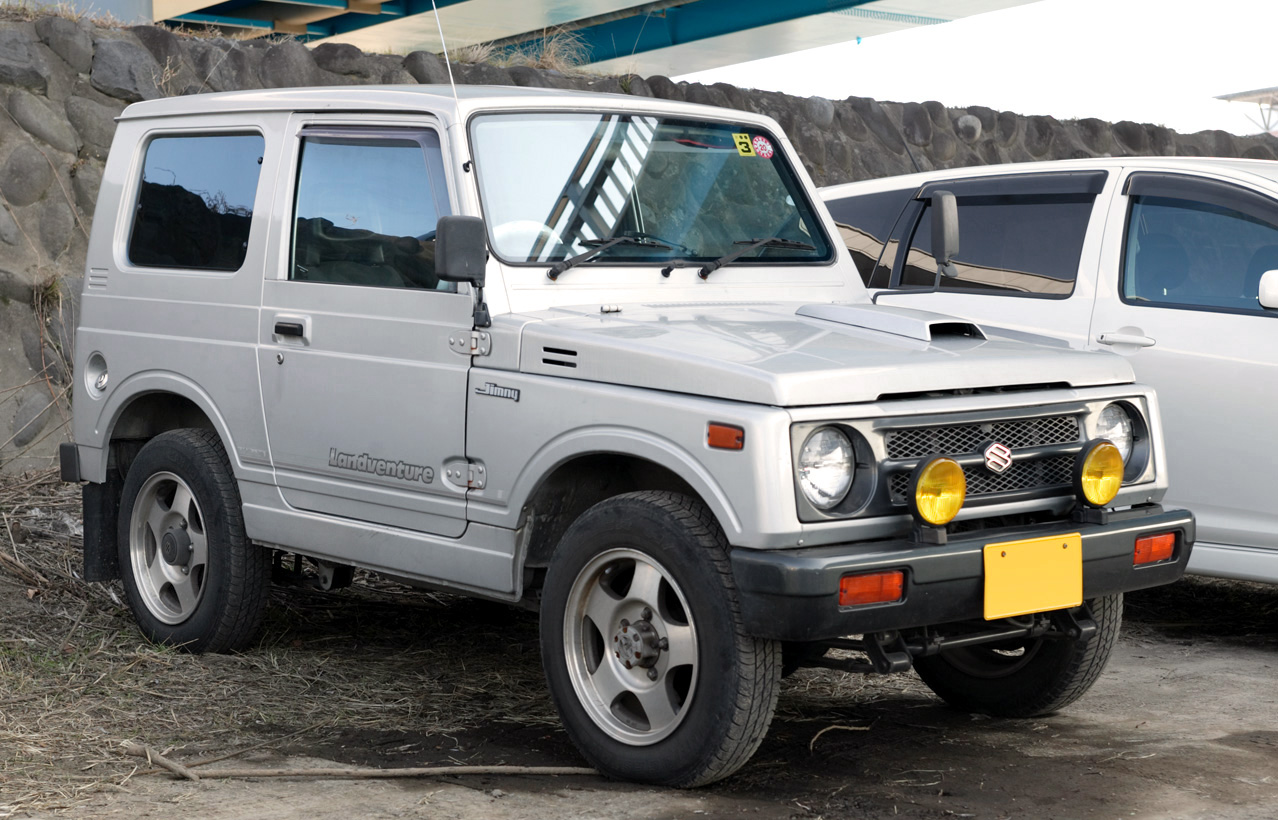
5型
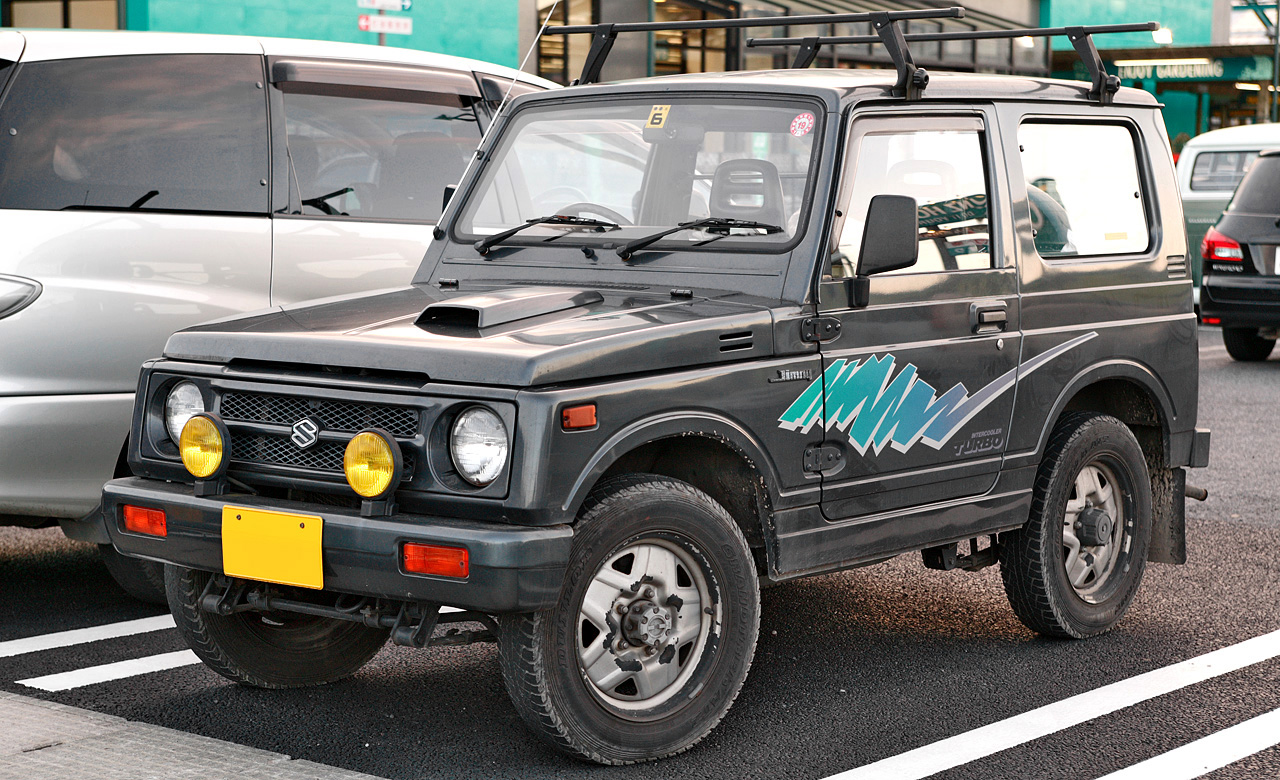
2型車頭
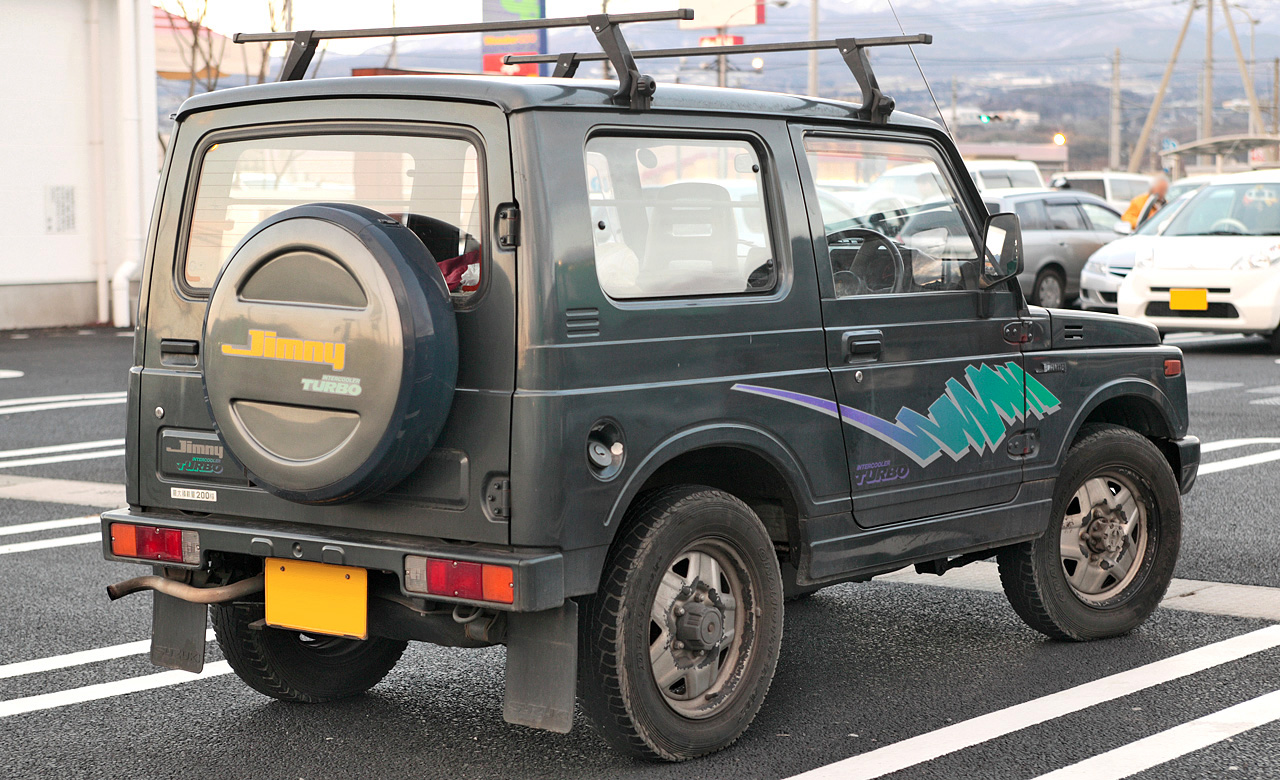
2型車尾
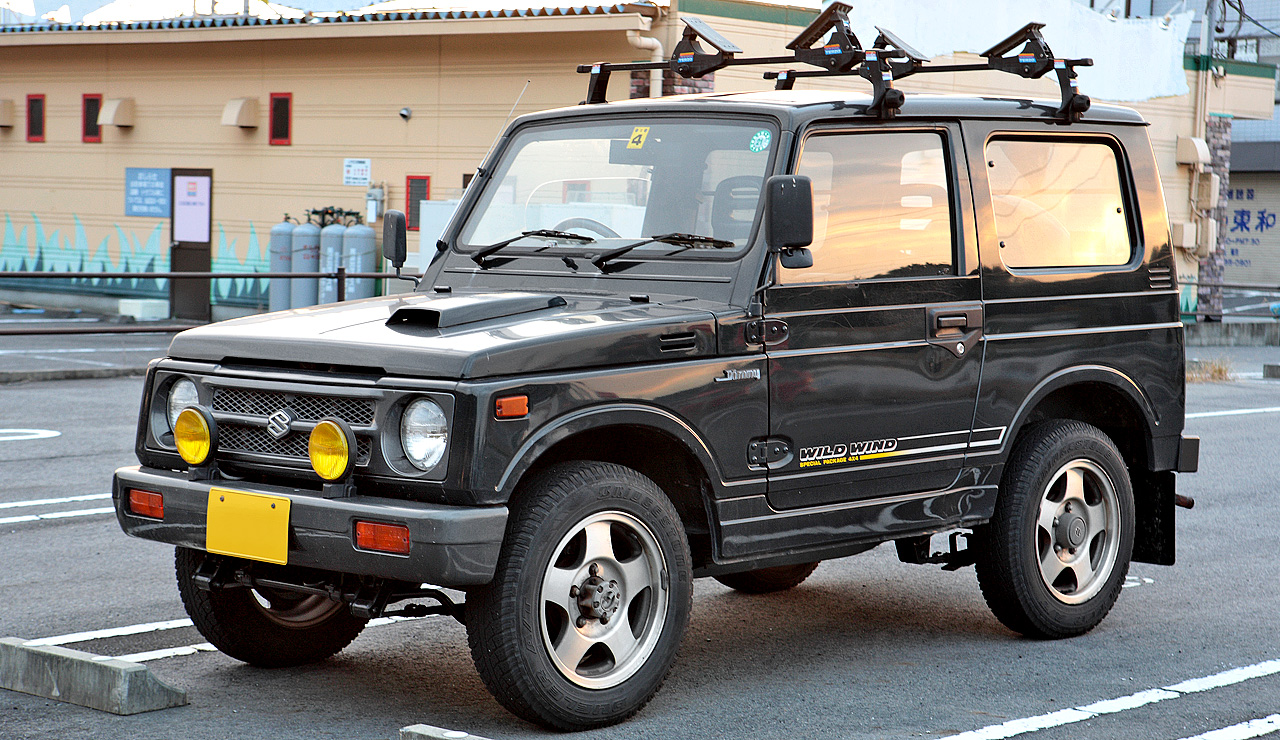
特仕車Wild Wind Limted
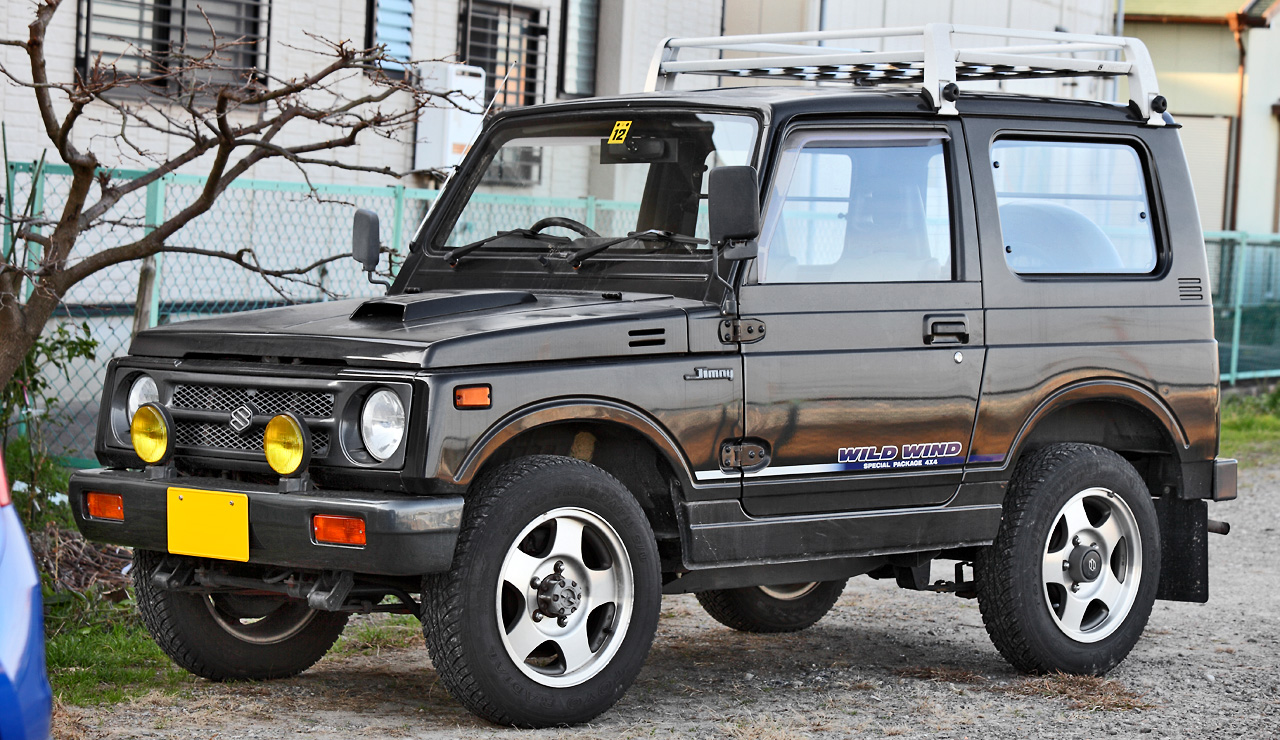
車頂行李架為車主自行加裝

##### JB31型
1993年 - 5月於日本發表JB31型，並冠上副車名成為「Jimny Sierra」。動力心臟為1.3L直列四缸SOHC G13BA型引擎，最大馬力70ps / 6,000rpm，最大扭力10.4kg·m / 3,500rpm，搭配五速手排變速箱。保險桿造型變得更為粗獷，並具備大型霧燈。同年11月追加三速自排變速箱。1994年6月推出限定1千輛的「Elk」特仕車，翌年5月則推出「Sierra Designs Limited」特仕車。

#### 第二代第4期（1995年-1998年）
1995年 - 11月JA12型和JA22型同時正式發表，最重要的變革在於懸吊系統從鋼板葉片彈簧式變更為螺旋彈簧式，以提升在一般道路上行駛的操縱安定性及乘坐舒適性。另外受到對手三菱Pajero Mini的影響，產品線改以乘用車為主，商用車的車型全皆取消。動力心臟沿襲JA11型而來，仍搭載657c.c.直列三缸SOHC F6A型渦輪增壓引擎（附中冷器），具有64ps / 6,000rpm的最大馬力和10.0kg・m / 4,000rpm的扭力峰值。搭配五速手排或三速自排變速箱，而動力輔助轉向系統則為油壓式。

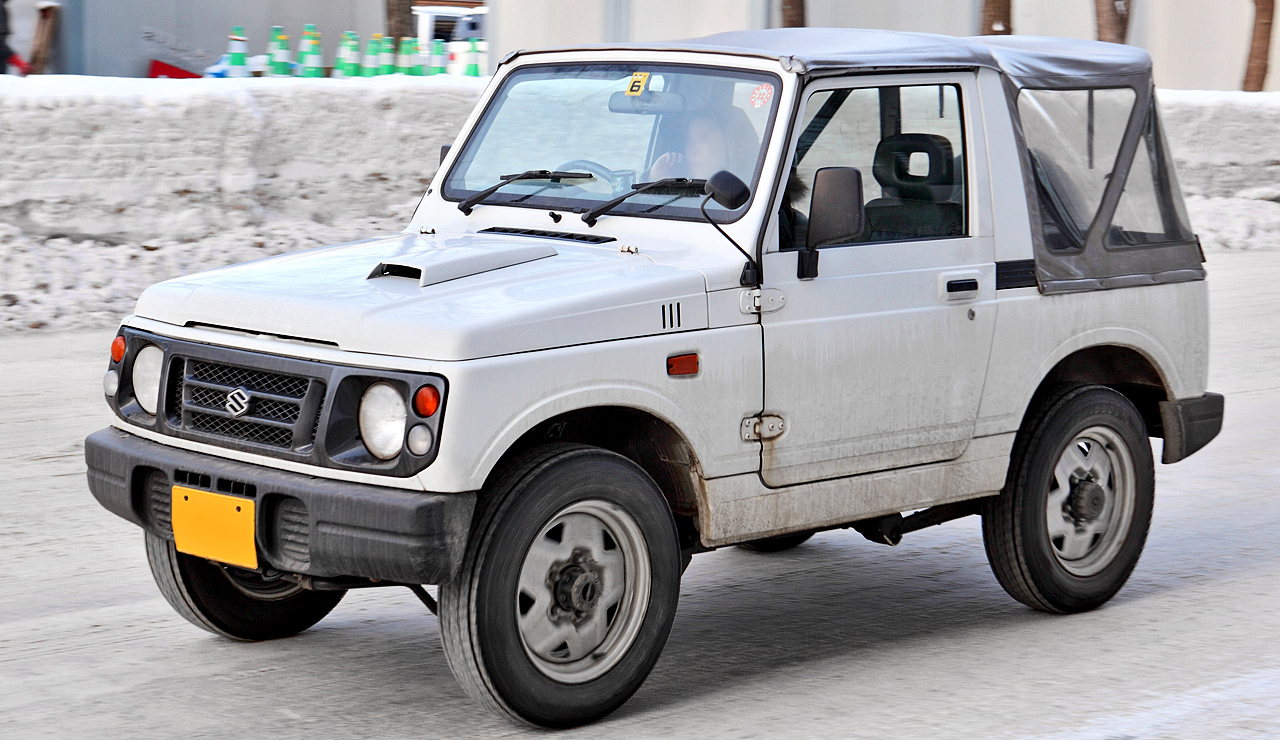
軟頂敞篷車車頭
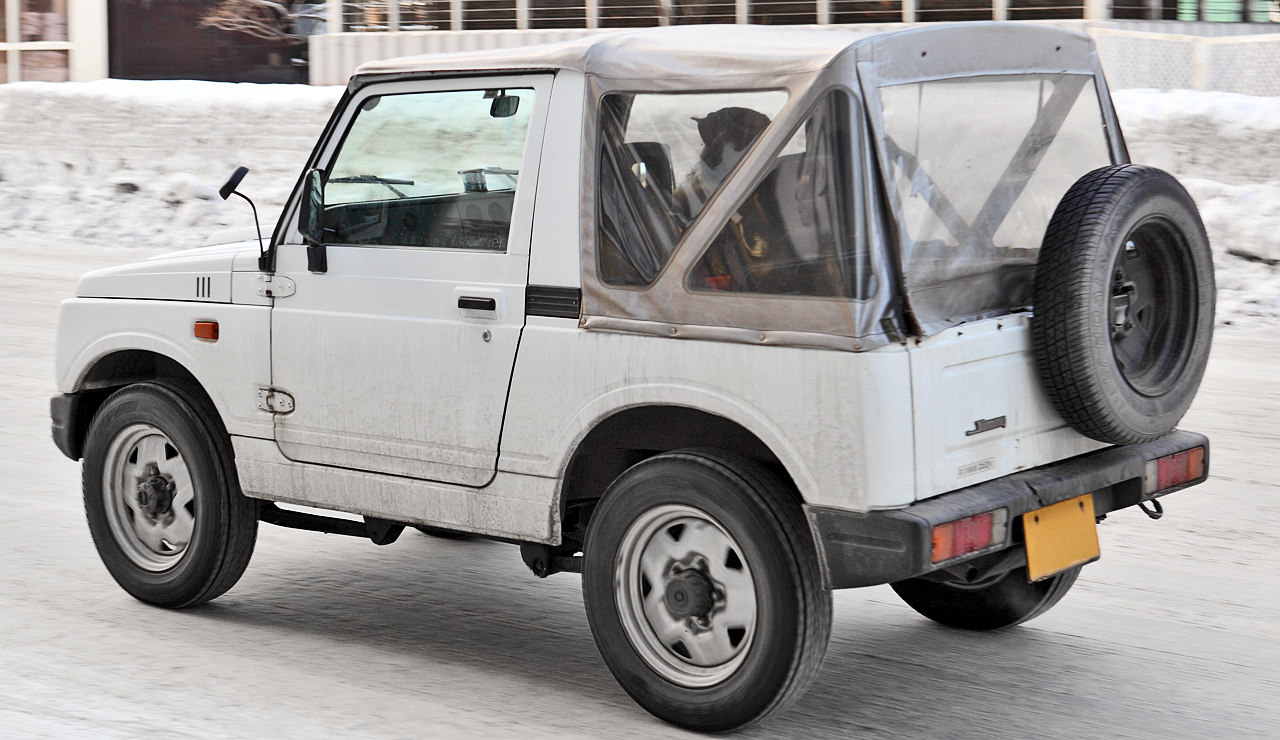
軟頂敞篷車車尾
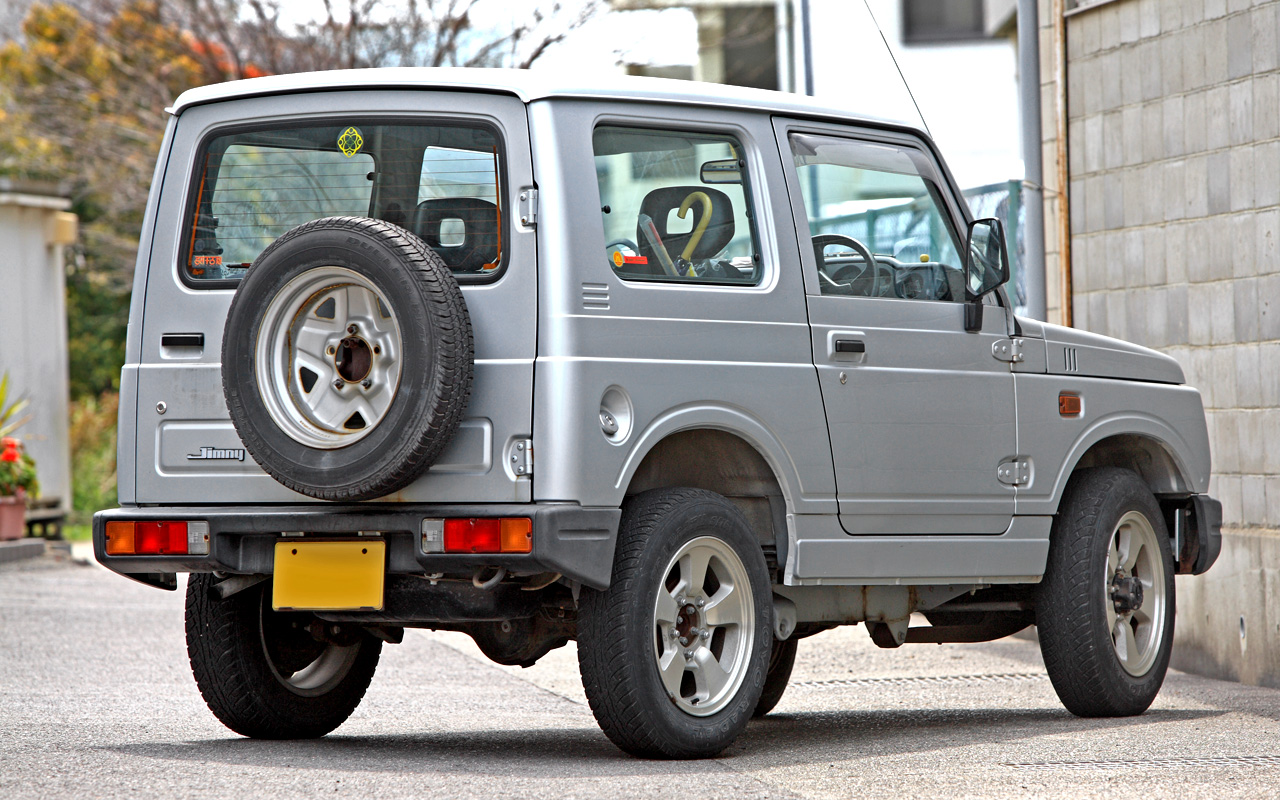
廂型車車尾

1995年 - 11月JA12型和JA22型同時正式發表，最重要的變革在於懸吊系統從鋼板葉片彈簧式變更為螺旋彈簧式，以提升在一般道路上行駛的操縱安定性及乘坐舒適性。JA22型所搭載的引擎為658c.c.直列三缸SOHC K6A型渦輪增壓引擎（附中冷器），可輸出最大馬力64ps / 6,500rpm、扭力峰值10.5kg・m / 3,500rpm，同樣搭配五速手排或三速自排變速箱。另外跟JA12型不同的是電動式動力輔助轉向系統，車身也設定成二門高頂附天窗廂型車、二門硬頂廂型車等二種型式。

##### JB32型Jimny Sierra
1995年 - 11月跟著JA12型、JA22型一同問世，懸吊系統亦從鋼板葉片彈簧式變更為螺旋彈簧式，加大的前後保桿使得車長增加。日規版搭載馬力較大的1.3L直列四缸16汽門SOHC G13BB型引擎，具有85ps / 6,000rpm馬力、10.8kg・m / 3,000rpm扭力的表現，但是外銷版則換成馬力較小的1.3L直列四缸8汽門SOHC G13BA型引擎，最大馬力70ps / 6,000rpm，最大扭力是10.4kg·m / 3,500rpm。
1997年 - 5月日本市場推出「ELK」特仕車，含有車頂行李架、備胎罩等裝備。

### 第三代（1998年-2018年）

#### JB23型
1998年 - 隨著日本當局修正輕型車規制，10月13日大改款的第三代Jimny正式上市，是為JB23W-1型（車身號碼JB23W-100059〜125412）。造型修飾得更為圓潤，車身尺碼也隨之擴大，取消軟頂敞篷車及硬頂廂型車車型，改為三門旅行車。沿用前代JA22型的658c.c.直列三缸SOHC K6A型渦輪增壓引擎（附中冷器），可輸出64ps / 6,500rpm的最大馬力和10.8kg・m / 3,500rpm的扭力峰值，搭配五速手動排檔或四速自動排檔變速系統。
此外，長年以來馬自達和鈴木之間存在著輕型車OEM代工的協議，以Jimny為藍本而開發的馬自達AZ-Offroad於同年同月上市。基本上不管內裝或外觀，兩者都共通近似，差別只在廠徽不同而已。受到Jimny外型設計的限制，該款車並沒有使用當時馬自達車系特徵的五角盾形進氣壩。
1999年 - 6月推出由時尚設計師山本寬齋設計的「KANSAI」特仕車，具備二種專用車色、擋泥板、車底護板、白色儀錶板、碳纖維飾板等配備。10月15日改良的2型（車身號碼JB23W-200010-208859）出現，主要針對汽車廢氣排放標準重新調校引擎，且安全氣囊、ABS防鎖死煞車系统、雙前座安全帶預緊裝置（pretensioner）等都列為標準配備；XA型亦將電動車窗納為標準配備。
2000年 - 4月發表3型（車身號碼JB23W-210001-242251），改良ABS防鎖死煞車系統；JB23W-225504以降、配有免鑰匙感應門鎖系統（keyless entry system）的車型從紅外線式改成電波式。同年5月發表「Wild Wind」特仕車，以紀念鈴木汽車創立80周年暨Jimny發售30周年。9月追加2WD的「L」車型，
11月配合國際滑雪聯合會在日本舉辦自由花式滑雪賽而推出「FIS Freestyle World Cup Limited」特仕車；往後分別於2002年1月及11月、2003年11月等滑雪賽季時推出同樣的特仕車。
2001年 - 2月發表繼承L型的「Jimny J2」車型，含有專用的車身塗裝、保險桿及進氣壩，輪胎和輪圈也改為15吋。5月推出「Land Venture」特仕車，初期具有雙色車身塗裝，後來2004年5月、2005年5月、2006年6月、2007年6月、2008年6月、2009年6月等連續七度發售此車型，具有專屬銘牌、水箱護罩、中控台飾板、空調出風口鍍鉻飾條等配備。
2002年 - 1月改良的4型（車身號碼JB23W-310014-348640）面世，進氣壩與引擎蓋各自獨立，改良引擎中、低轉速速域的扭力並加大中冷器，同時廢止J2車型。
2004年 - 10月發表小改款的5型（車身號碼JB23W-400001-），改變儀表板形式、座椅材質與設計，2WD/4WD切換從握把式改成按鍵式。
2005年 - 10月發表6型（車身號碼JB23W-500001-），變更後視鏡形狀、新增手動式頭燈投射水平調整器等。
2008年 - 6月推出7型（車身號碼JB23W-600001-），改良汽缸蓋使得中、低轉速速域的扭力增強；整合氣鎖式輪轂（air locking hubs）控制器和4WD控制器，以便行駛中可任意切換2WD或4WD傳動模式。
2010年 - 4月為了慶祝Jimny發售40周年，推出「X-Adventure」特仕車。配置專屬設計鋁合金輪圈、鋁合金車尾備胎蓋外，座椅和地毯採用耐髒容易清潔的材質，並繡上專屬X-Adventure字樣。9月發表8型（車身號碼JB23W-650001-），改變觸媒轉化器，追加故障診斷裝置，變更後座安全帶裝置及座椅表皮，去除菸灰缸照明燈等。
2012年 - 5月推出9型，變更引擎蓋形狀以便對應撞擊行人時緩減其頭部衝擊，新增符合ISOFIX國際標準的兒童安全座椅扣件。
2014年 - 3月停止供應馬自達AZ-Offroad，同年8月發表10型（車身號碼JB23W-T0001-），變更儀表板及座椅樣式，其中油量、水溫、自排檔位皆以數位顯示。

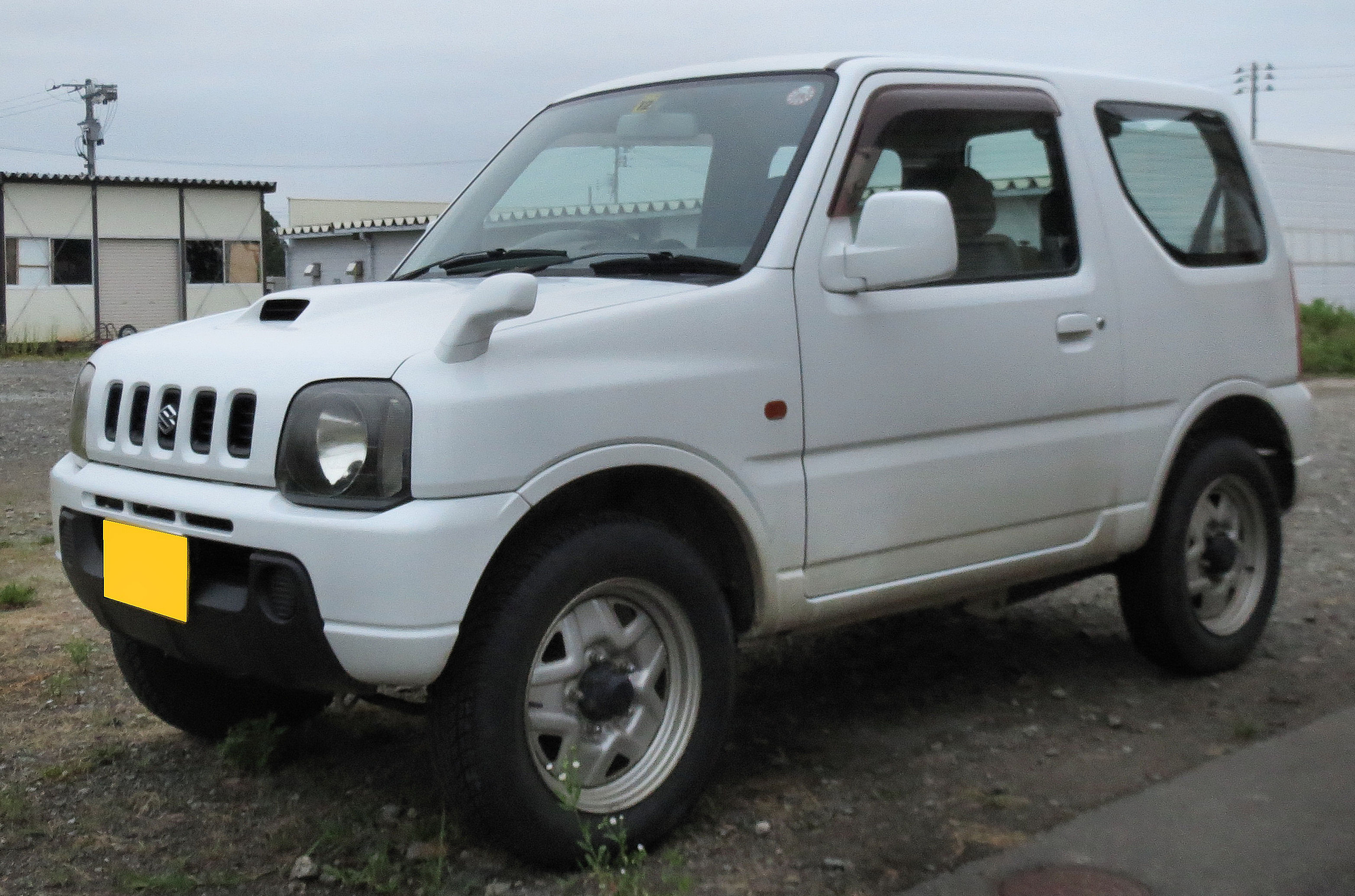
XC 1-3型車頭
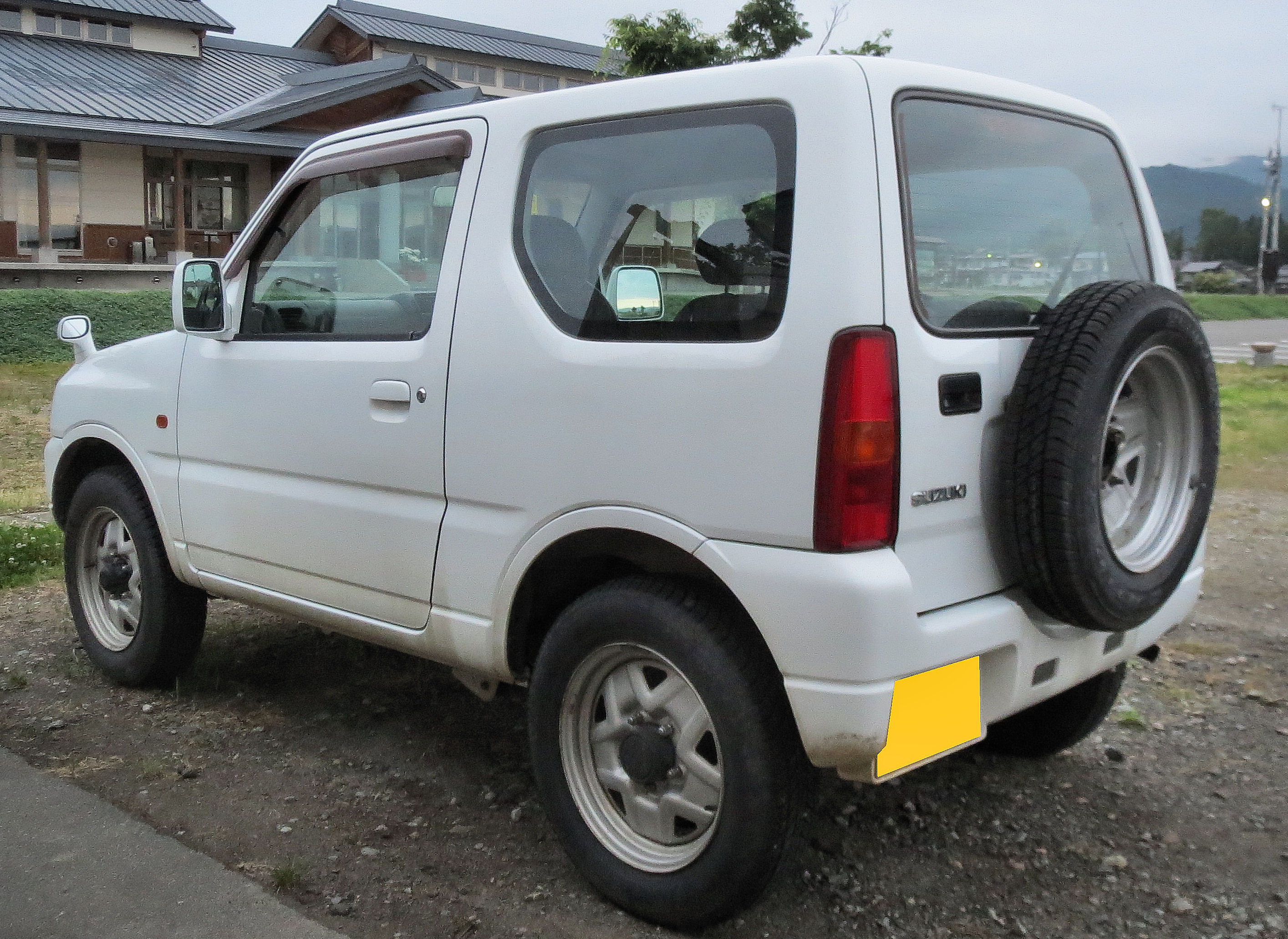
XC 1-3型車尾
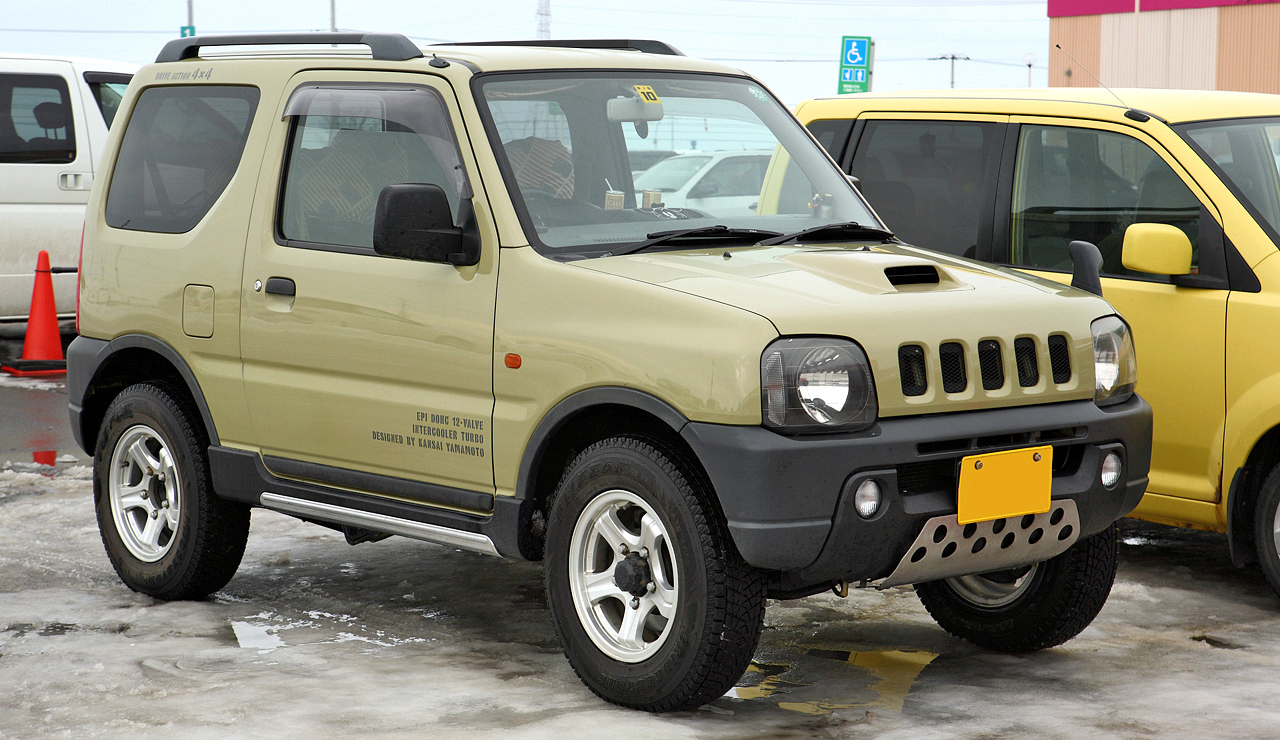
KANSAI特仕車
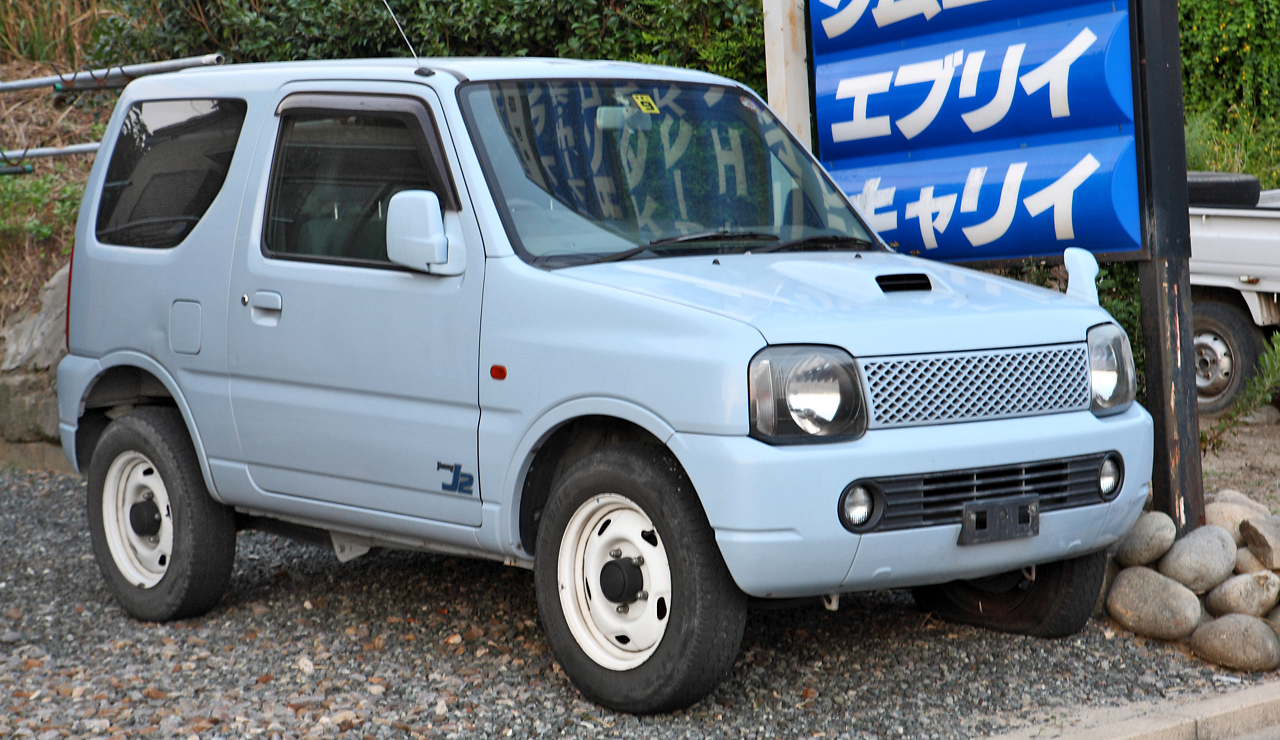
J2車型
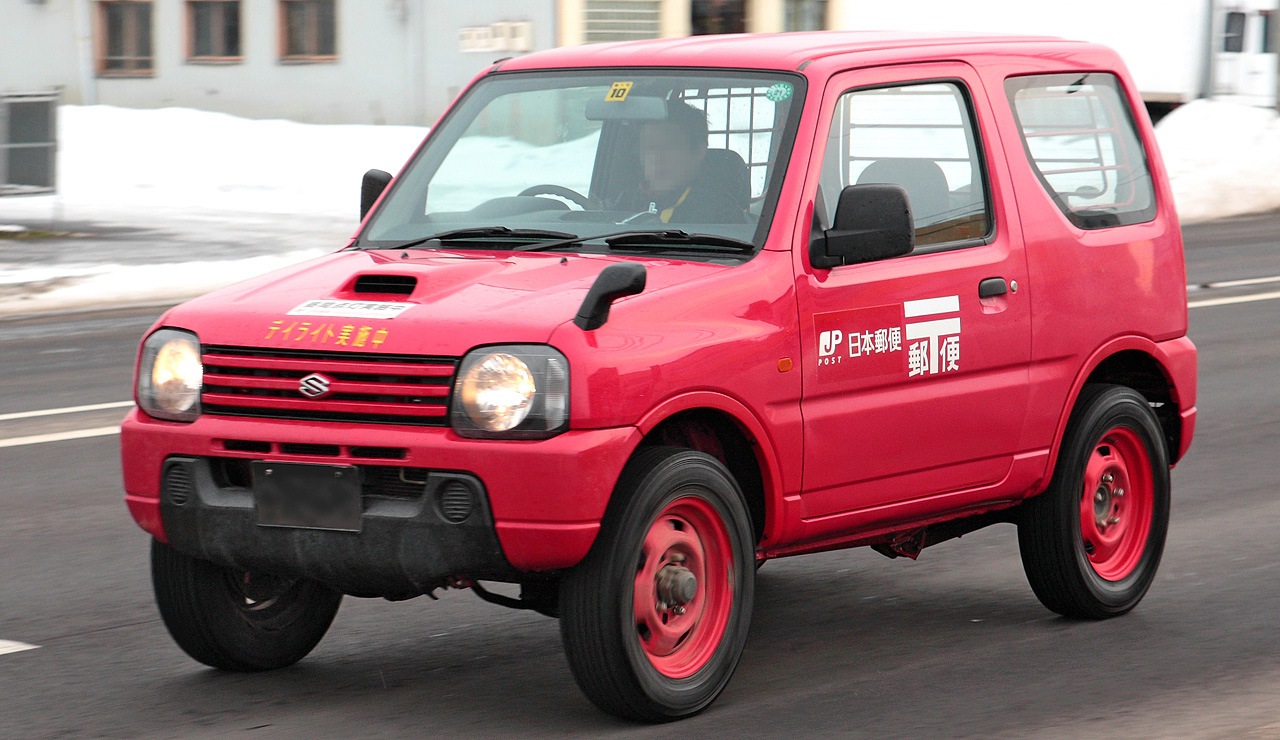
日本郵政仕樣車車頭
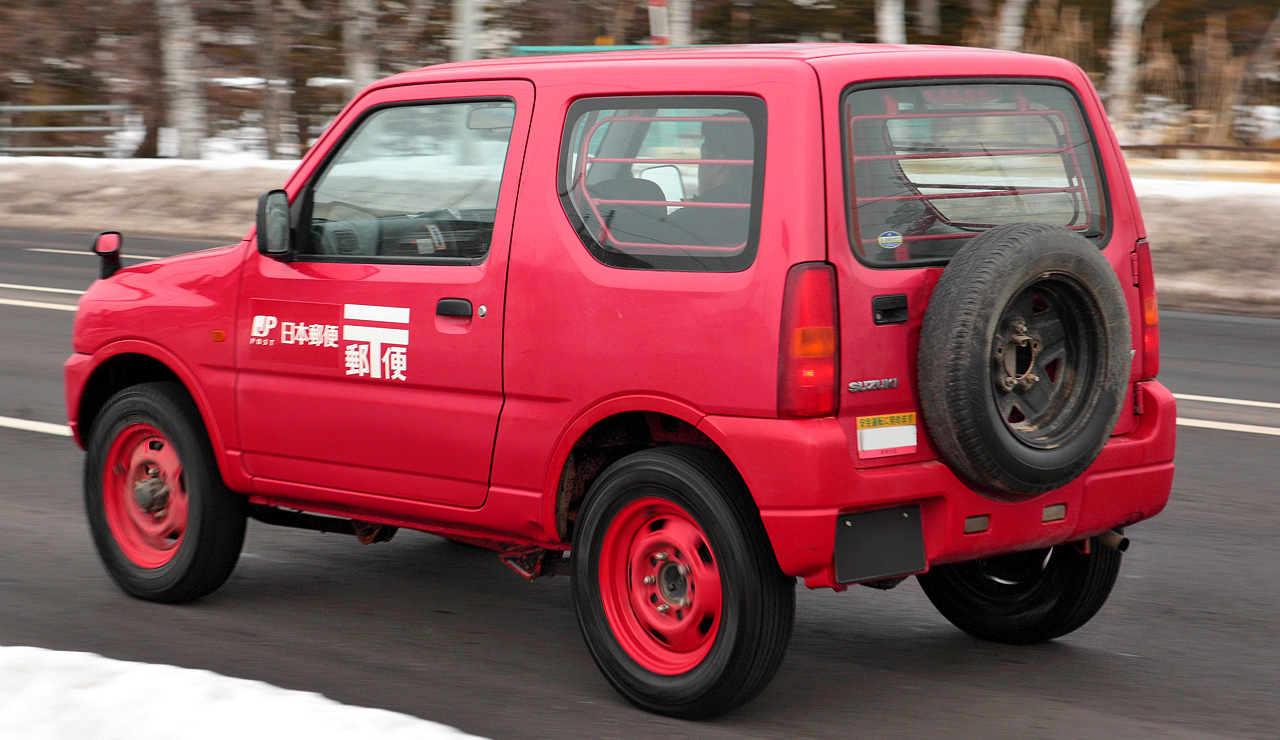
日本郵政仕樣車車尾
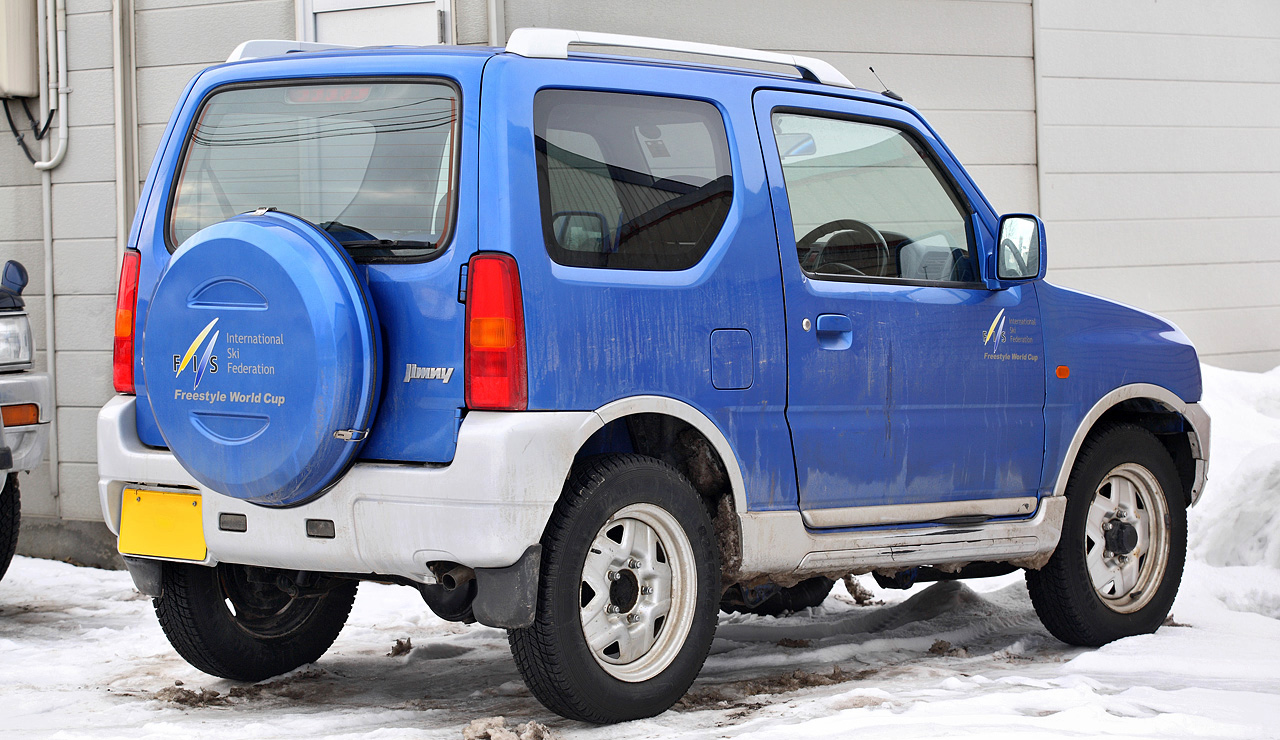
FIS Freestyle World Cup Limited特仕車
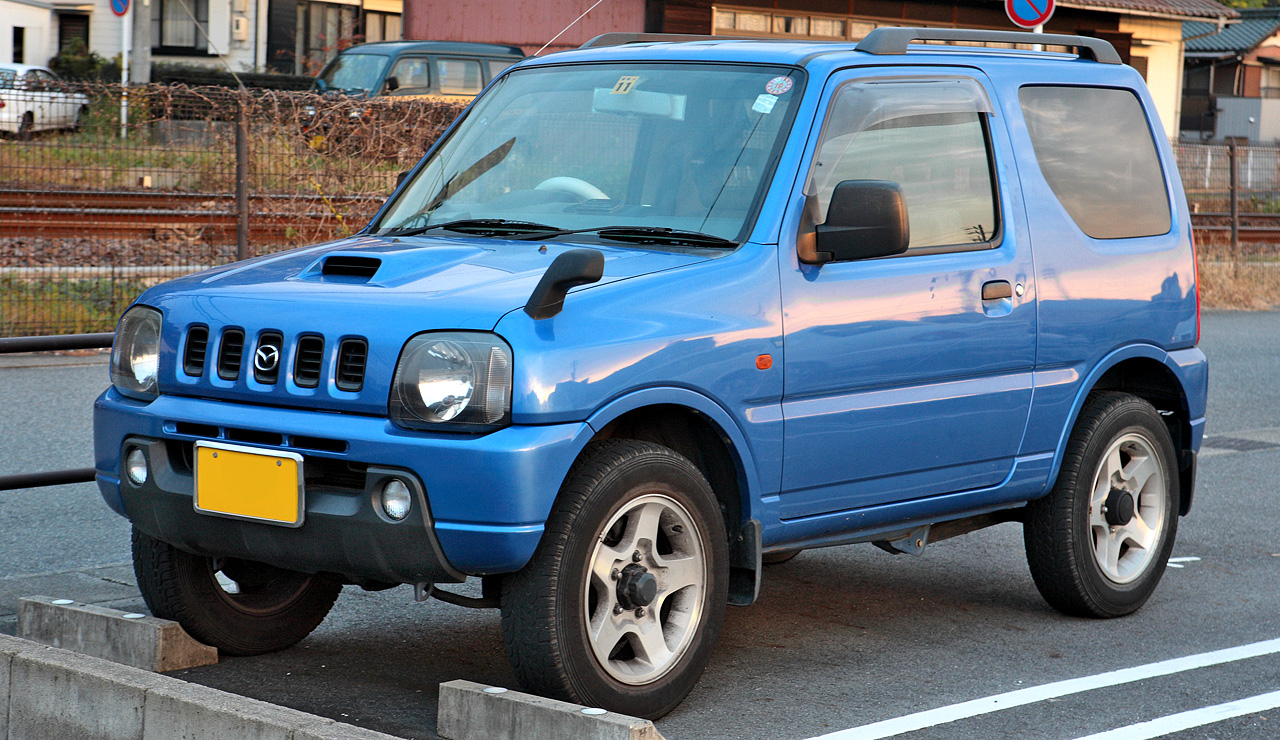
兄弟車馬自達AZ-Offroad
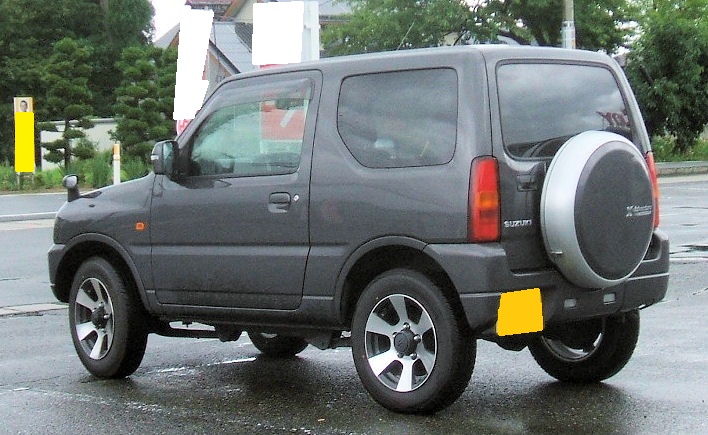
X-Adventure特仕車

#### JB33型Jimny Wide
1998年 - 相較於JB23型在10月上市，體型大一號的JB33型早在1月便推出，動力心臟使用1.3L直列四缸16汽門SOHC G13BB型引擎，可輸出85ps / 6,000rpm的最大馬力、11.3kg・m / 4,500rpm的扭力峰值。引擎點火方式從原先的全晶體點火裝置（full-transistor ignition system）配合分電器，改變成沒有分電器的同時點火方式。除此之外，跟JB23型的差異在於差速器座架（differential carrier）採用鑄鐵而成。
同年7月推出2型（車身號碼JB33-11562-JB33-116353），橫拉桿接頭形狀改變。同年11月發售特仕車「JZ Limited」，包含車身雙色塗裝、專屬進氣壩、銘牌、備胎蓋等配備。此外，此款車曾於1998年10月30日獲得好設計獎。
1999年 - 通用哥倫比亞公司（GM Colmotores）開始組裝製造JB33型並換牌成「雪佛蘭Jimny」，於波哥大、哥倫比亞等市場銷售；同時有些貿易商自新加坡引進鈴木Jimny的水貨。
2000年 - 1月臺灣金鈴汽車將日製Jimny Wide引進當地，稱作「Jimny」，仍搭載1.3L直列四缸16汽門SOHC G13BB型引擎，並包含前座雙安全氣囊、ABS防鎖死煞車系统、高低可調安全帶、電動窗、電動後視鏡、中控鎖、車頂行李架、五五分離可折式後座椅等配備。

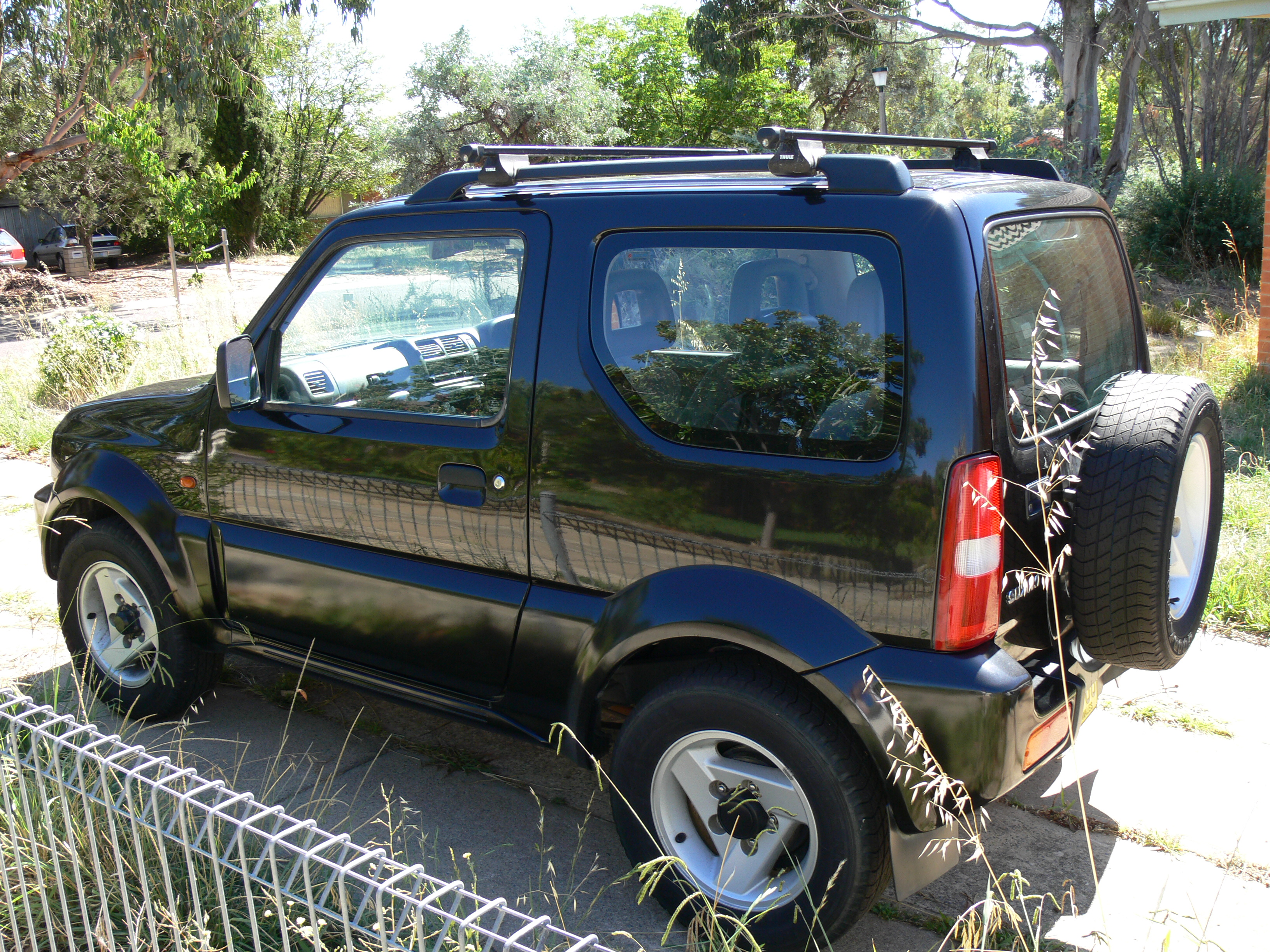
澳規JB33型
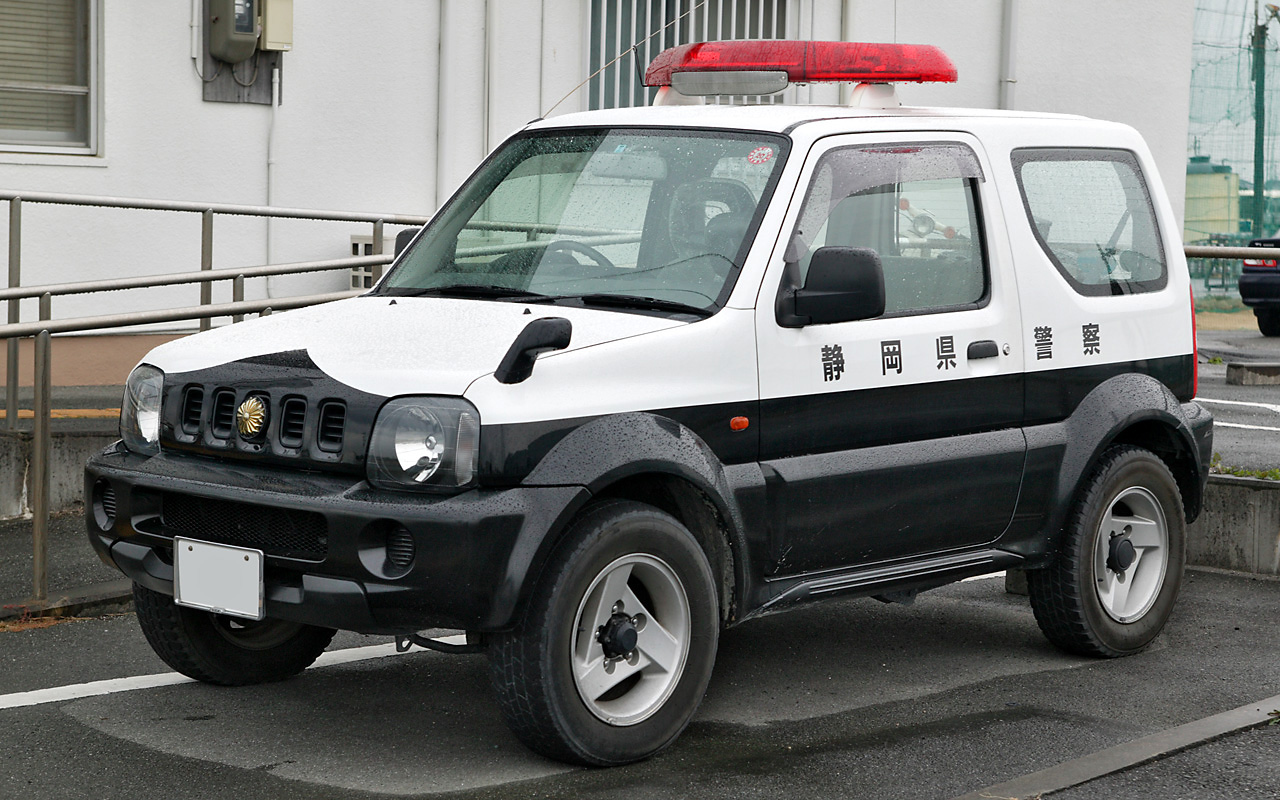
靜岡縣警車車頭
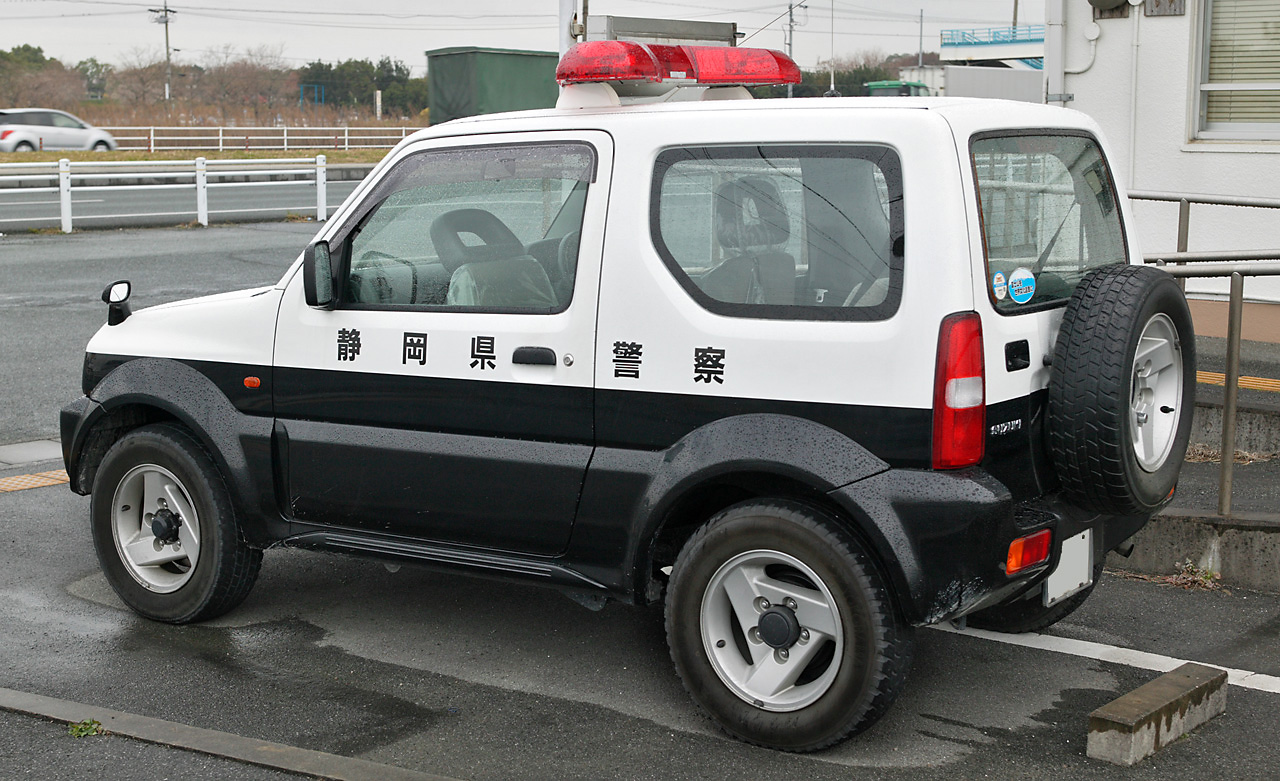
靜岡縣警車車側

#### JB43型Jimny Sierra（Jimny Wide）
2000年 - 4月JB43W-2型（車身號碼JB43W-100001-）上市，除了換裝1.3L直列四缸DOHC M13A型引擎外，亦變更各車型的表記方式。
2002年 - 1月改名成「Jimny Wide」（JB43W-3型，車身號碼JB43W-110001-），改換1.3L直列四缸DOHC M13AA型引擎。
2003年 - 3月臺灣發表小改款，在外觀方面加入氣密式霧燈、車身同色後視鏡及門把、鋁合金輪圈、銀色車頂行李架等，內裝方面則具備冷光儀表板、真皮包覆方向盤、真皮包覆自動排擋桿、雙色織布座椅等。
2004年 - 10月推出改良的JB43W-4型（車身號碼JB43W-200001-），空調控制開關改為旋扭式、變更座椅材質設計及輪圈樣式，2WD/4WD切換從握把式改成按鍵式，新增前擋風玻璃的電熱除霧裝置及前座電熱座椅。
2005年 - 11月JB43W-5型（車身號碼JB43W-300001-）上市，變更後視鏡形狀、新增手動式頭燈投射水平調整器等。
2006年 - 1月推出「Wild Wind」特仕車，具備車頂行李架、撥水材質內裝、電動窗等配備；2006年11月、2007年11月、2008年11月亦再度發售。同年6月推出以褐色內裝為主的「Land Venture」特仕車，2007年6月、2008年6月、2009年6月復再推出。
2007年 - 1月臺灣金鈴汽車實施小改款，包含水箱護罩、晶鑽頭燈、霧燈、雙材質座椅、類金屬材質中控台、2DIN單片CD+MP3播放功能的音響系統等。
2008年 - 6月JB43W-6型（車身號碼JB43W-400001-）問世，變更空調系統旋鈕，整合氣鎖式輪轂（air locking hubs）控制器和4WD控制器，以便行駛中可任意切換2WD或4WD傳動模式。
2010年 - 4月9日為了慶祝Jimny上市40周年紀念，推出「X-Adventure」特仕車。配置專屬設計鋁合金輪圈、鋁合金車尾備胎蓋外，座椅和地毯採用耐髒容易清潔的材質，並繡上專屬X-Adventure字樣。同年9月發售JB43W-7型，加裝車輛故障診斷裝置。
2012年 - 5月推出JB43W-8型（車身號碼JB43W-560001-），變更引擎蓋形狀以便對應撞擊行人時緩減其頭部衝擊，新增符合ISOFIX國際標準的兒童安全座椅扣件。
2013年 - 2月臺灣金鈴汽車推出小改款的Jimny，包含柵形水箱護罩、前後輪拱上方加飾同色系防水膠條、ISOFIX國際標準的兒童安全座椅扣件等配備。
2014年 - 8月JB43W-9型上市，除變更儀表板與座椅表皮之外，將ESC車身動態穩定系統和TCS循跡控制系統列入標準配備。同年11月臺灣市場亦進行小改款：原本雙圓式儀表板改為銀色外框三圓式設計、亮面鍍鉻水箱護罩、全新造型輪圈、重新設計之座椅皮革等。
2016年 - 3月14日英國市場推出限量200部的「Adventure Special Edition」特仕車，以頂規SZ4車行為基礎，外觀方面加上珍珠白及金屬灰雙色車漆、15吋槍色輪框、深色玻璃等，有趣的是車尾備胎蓋寫上「冒險」兩個漢字；內裝方面則升級皮革包覆座椅、空調系統，以及多功能導航螢幕（附藍牙連接）等，其售價為14,949英鎊起。
2018年 - 2月日本市場正式停產，直到同年7月大改款的第四代上市。
2022年 - 8月鈴木巴西分公司宣布不再生產第三代Jimny，結束其長達25年的國產化製程。該車款自1998年起由HPE汽車集團的阿納波利斯工廠組裝生產，後來移至卡塔洛工廠與三菱汽車的車款一同共用生產線。2019年HPE集團雖然自日本進口第四代Jimny，但第三代仍繼續生產，直到2022年考量到新的消費習性及1.3L直列四缸DOHC M13A型引擎無法通過新的廢氣排放標準，才決定停產。

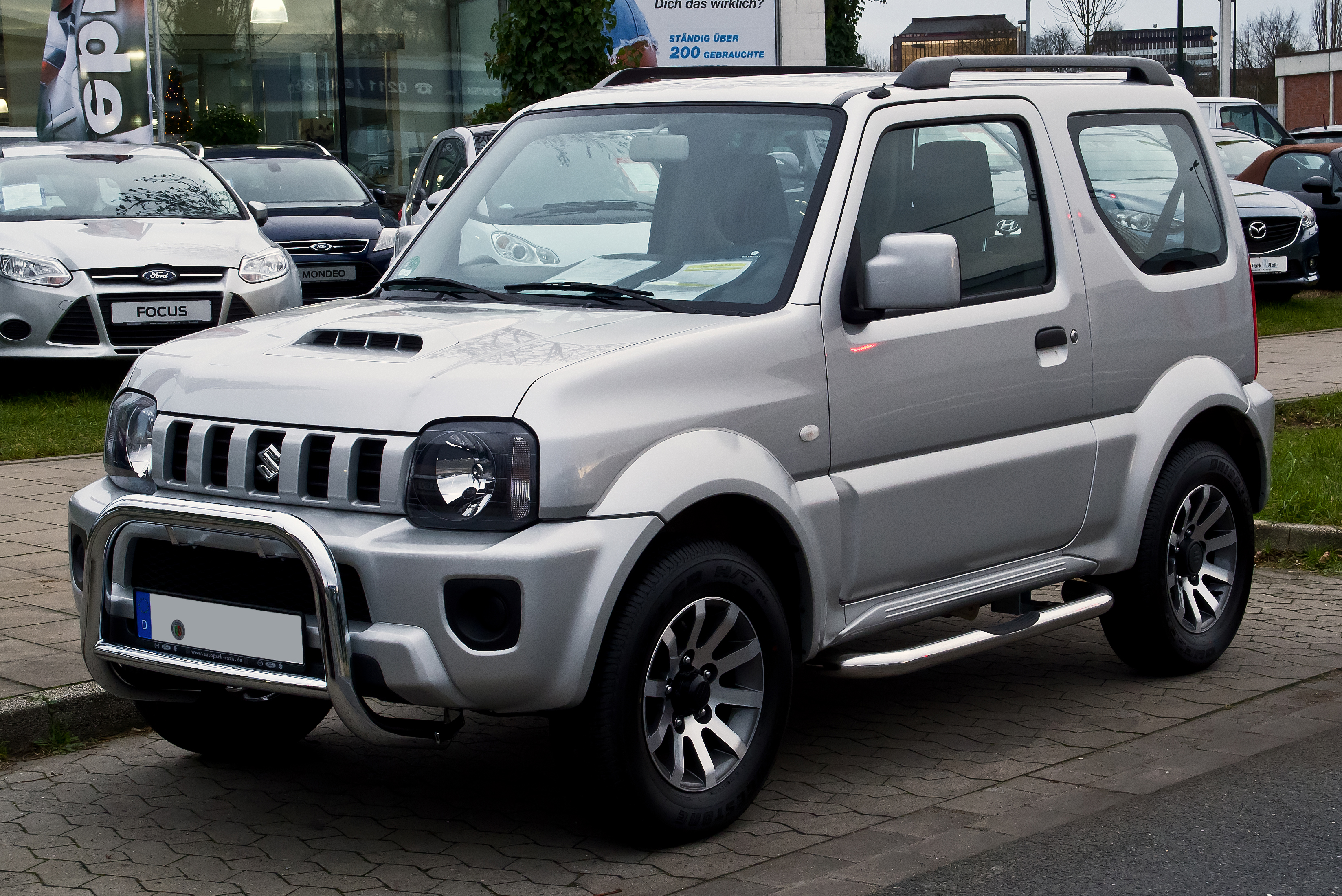
2013年歐規小改款車頭
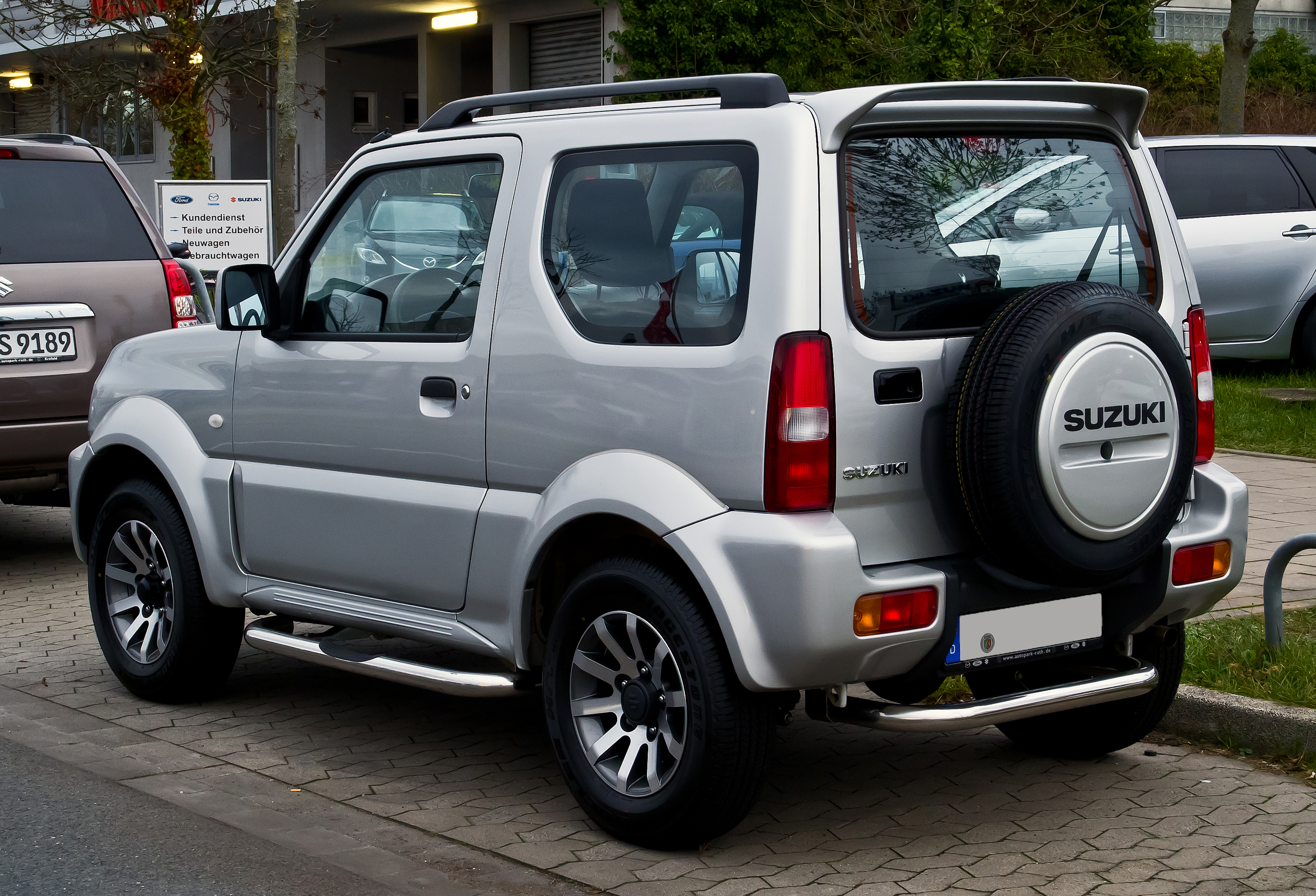
2013年歐規小改款車尾
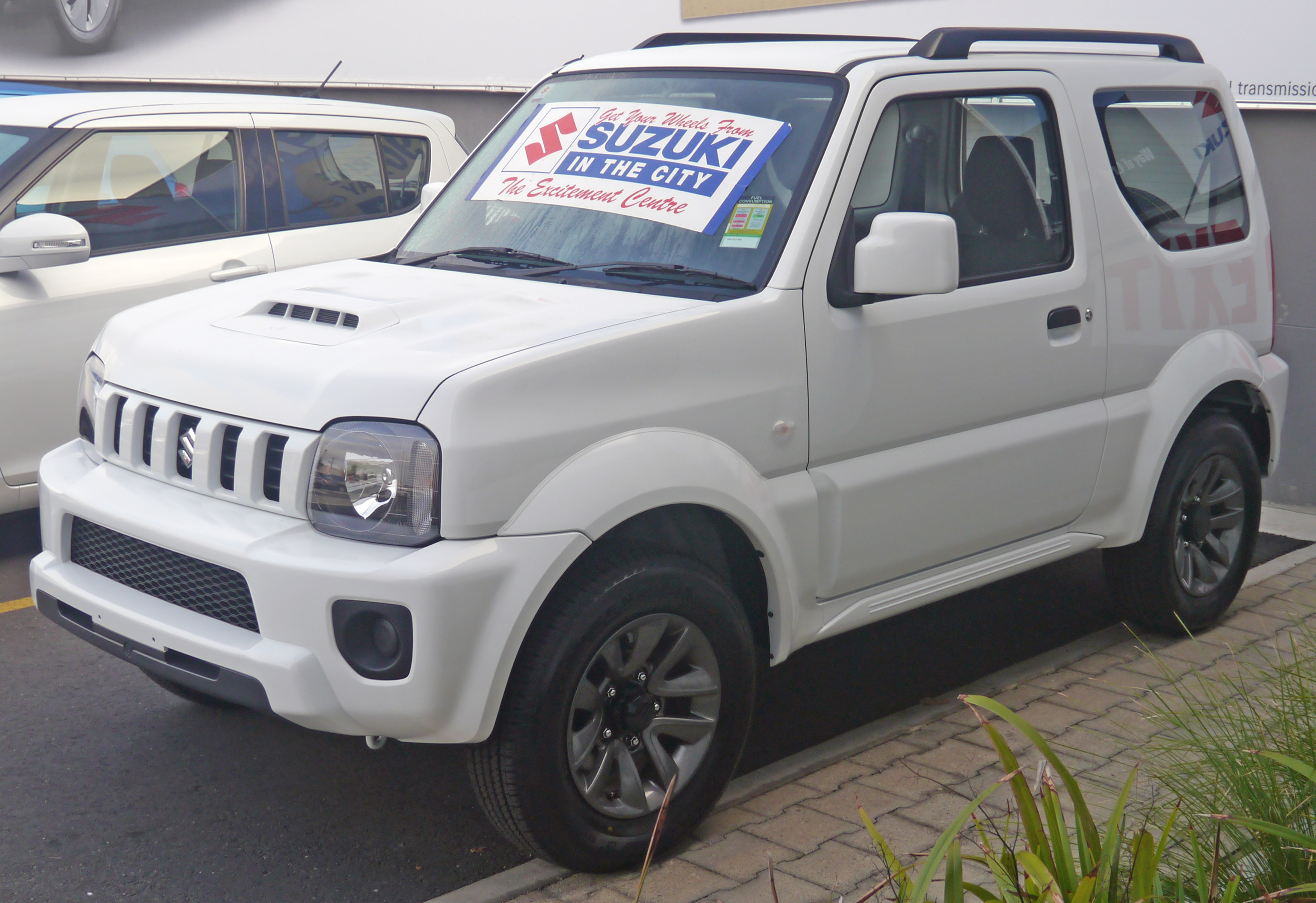
2015年澳規Jimny Sierra
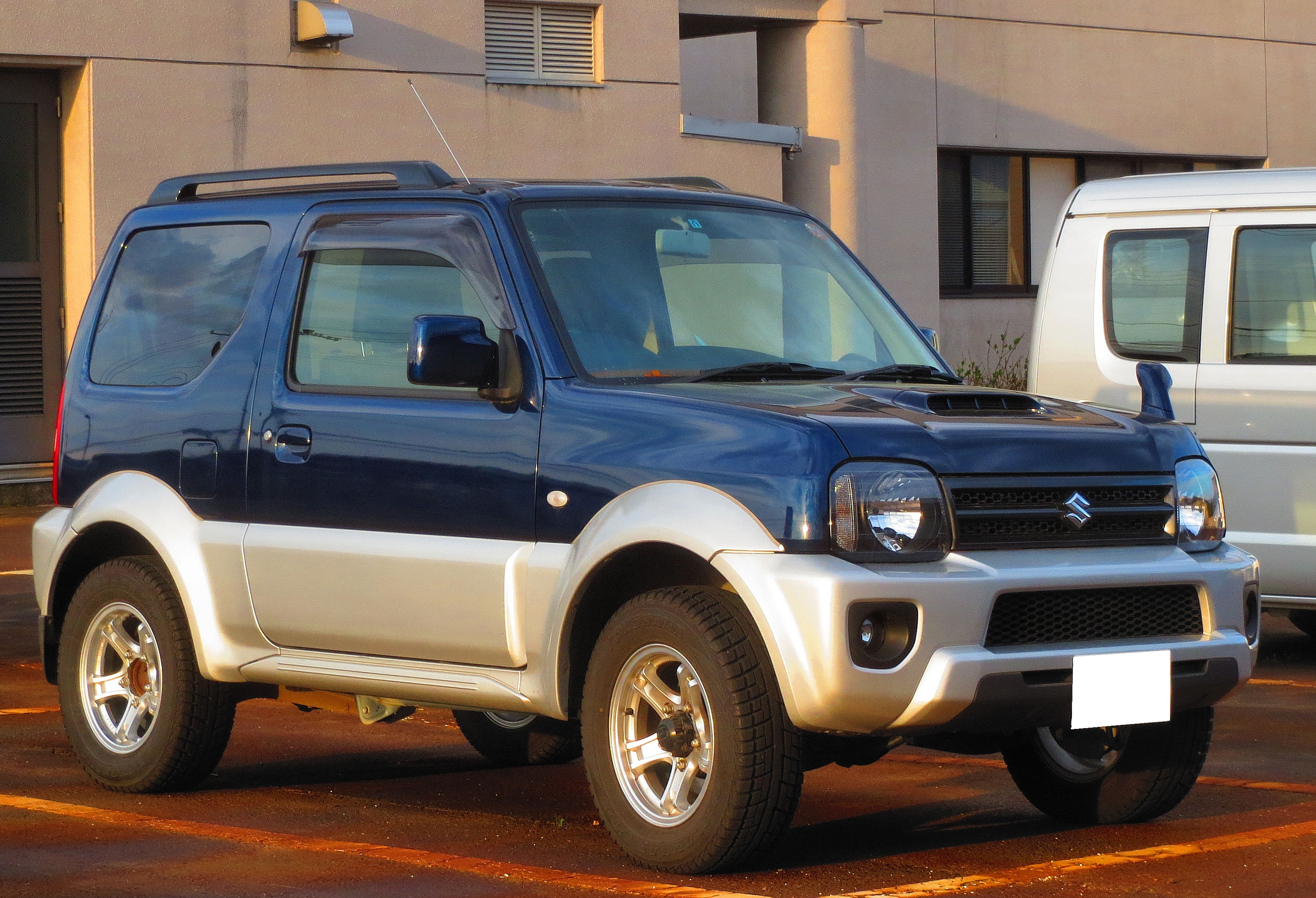
日規車頭
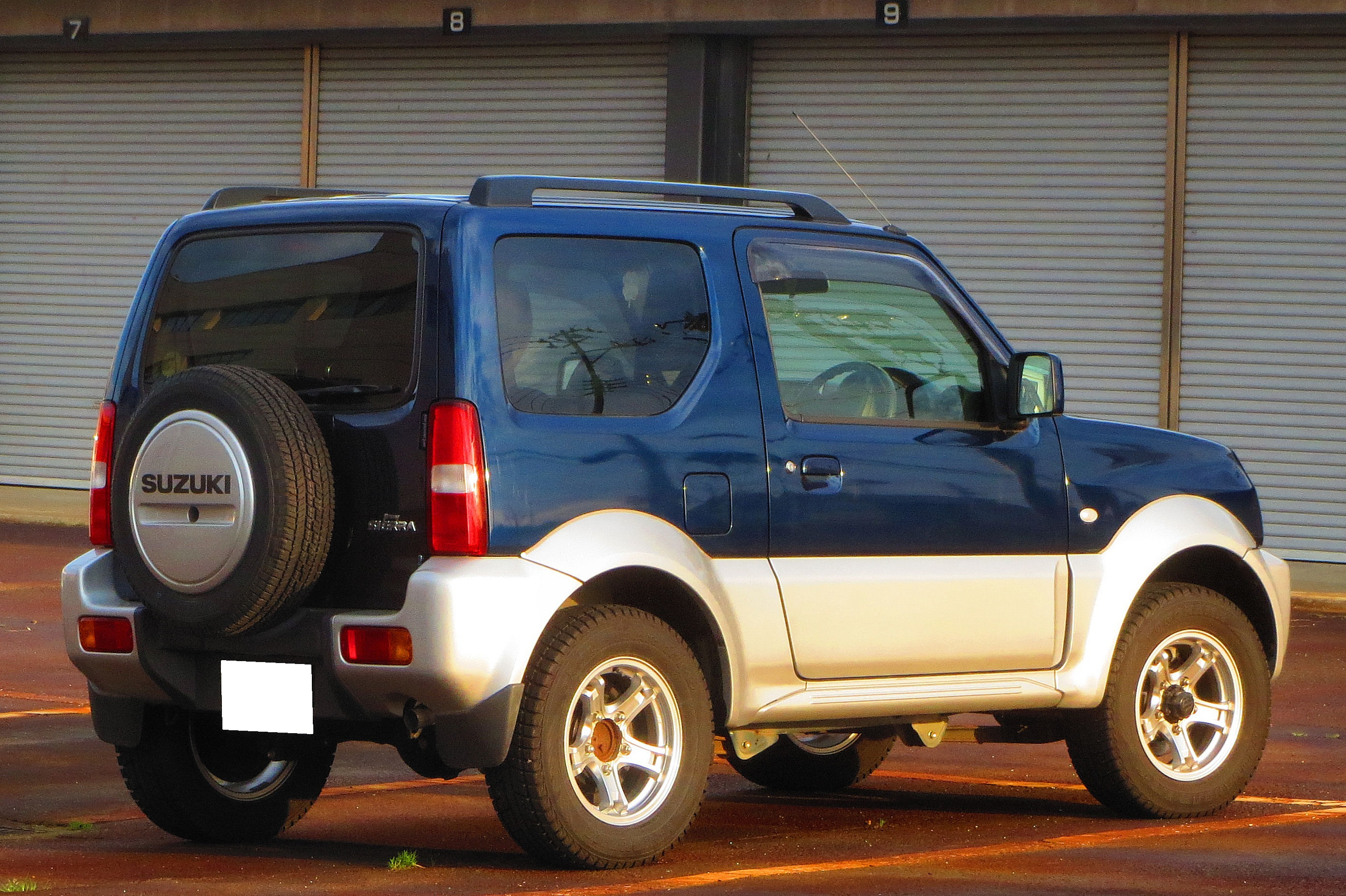
日規車尾

#### JB53型
2004年 - 西班牙車廠桑塔納汽車（Santana Motor）獲得鈴木的授權，以法國雷諾供應的1.5L直列四缸SOHC DDiS缸內直噴K9K型渦輪增壓柴油引擎搭載於Jimny，是為專門銷售歐洲市場（英國和愛爾蘭除外）的JB53型。此具渦輪增壓柴油引擎配合五速手動排檔或四速自動排檔，可獲得最大馬力65hp / 4,000rpm、最大扭力160N·m / 2,000rpm。
2005年 - 1.5L直列四缸SOHC DDiS缸內直噴K9K型渦輪增壓柴油引擎經重新調校後，最大馬力達86hp / 3,750rpm，最大扭力則來到201N·m / 1,750rpm。
2009年 - 新增二門帆布軟頂敞篷車，且具備動力方向系統、電動窗、電動摺疊後視鏡等配備。
2011年 - 因桑塔納汽車破產使得Jimny停產，不過曾獲得三菱汽車授權組裝的巴西汽車廠蘇札·拉莫斯集團（Souza Ramos Group）卻自前者手中接下Jimny的製造授權，於2012年開始投產組裝。

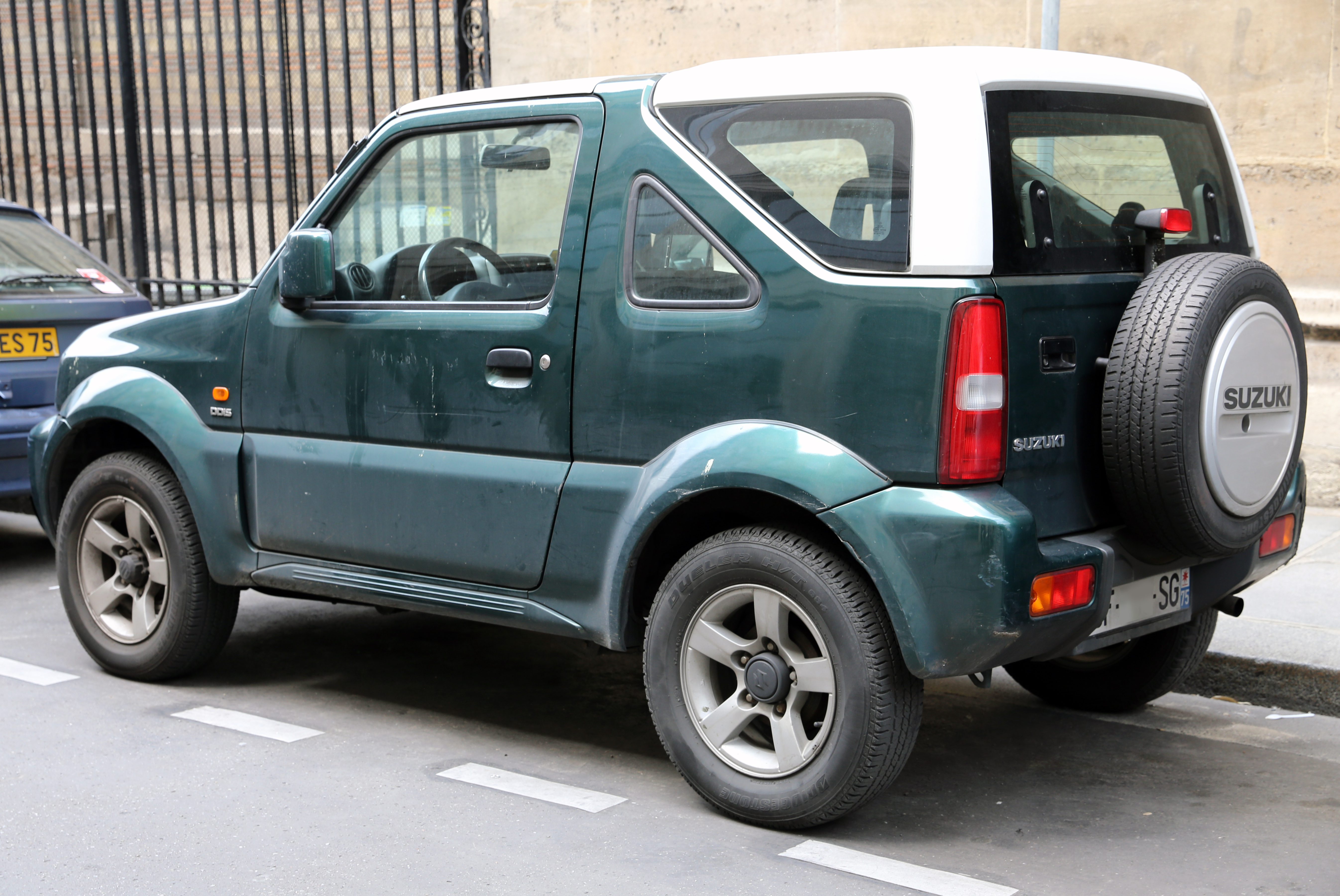
JB53型軟頂敞篷車尾
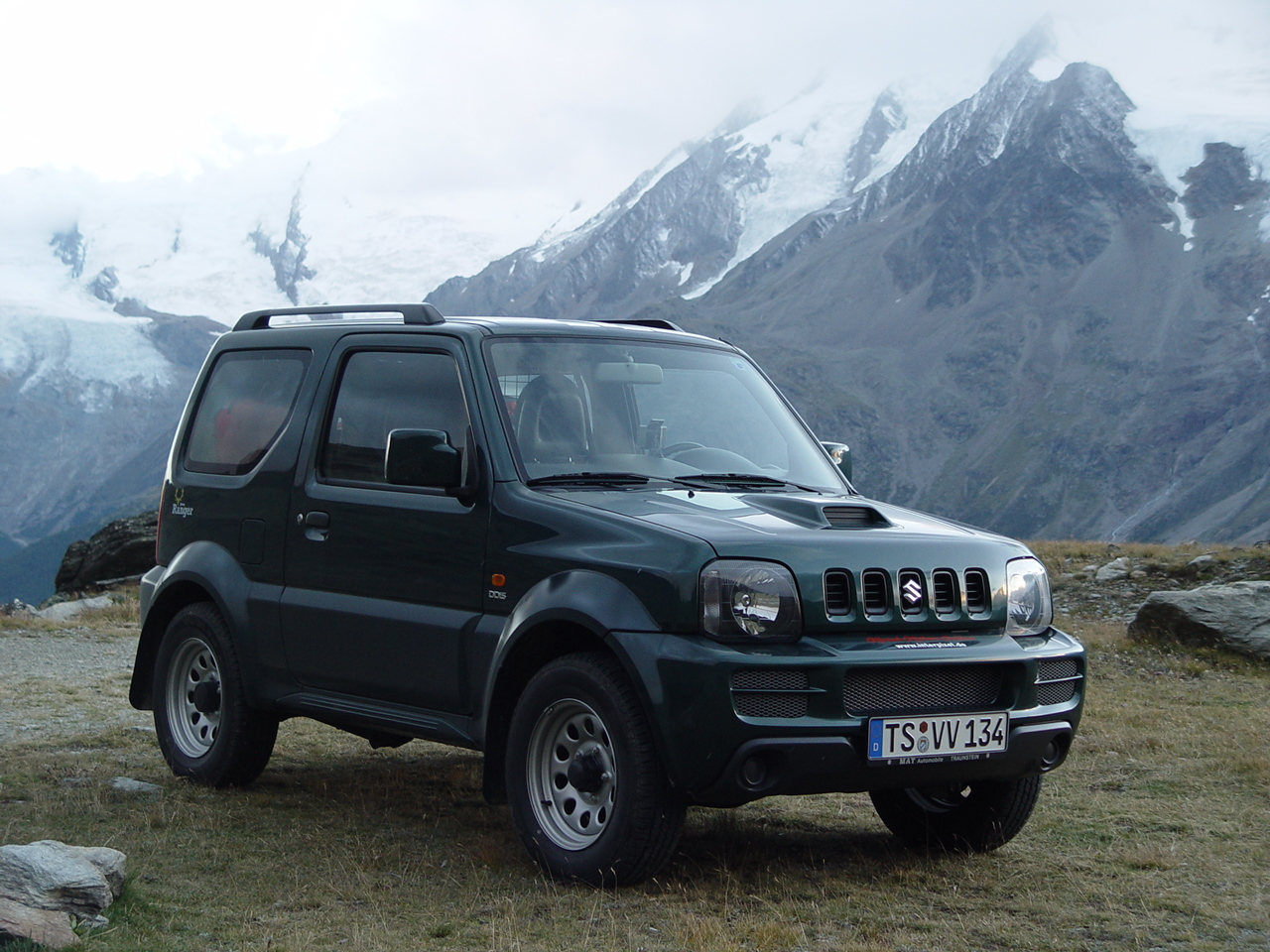
JB53型硬頂旅行車頭

### 第四代（2018年迄今）
2017年8月，新款吉姆尼的谍照流出。
2018年5月29日，静冈工厂开始生产，次月正式发表外形照片。
第四代日本标准版使用的是R06A型号660cc三缸涡轮增压引擎。
第四代宽体版即Jimny Sierra以及海外版使用了铃木L系列直列4缸DOHC16气门的K15B型1.5L发动机，具有更大马力输出和扭矩。
与普通版相比，总长度缩短了50mm，而总宽度却增加了45mm。
新一代的引擎盖是珍珠壳，底盘集成了X形梁，并装配有swift同款的被动安全系统。
此外，新款Jimny配备有彩色树脂制成的挡泥板和侧面装饰物。
2018年和2019年8月，新吉姆尼两度亮相雅加达汽车展。
新一代吉姆尼JB64符合日本Kei-car定义，可以作为城市轻型车使用。
配置分为两款：标准版“ JL”和高配版“ JC”。
Sierra版车身颜色与Jimny相同，区别在于没有双色搭配，仅“JC”有黑色异色车顶。
与Jimny类似，白色版“JL”为“超级白”，“ JC”为“纯白色珍珠”。
2023年，發表5門長軸距版，於印度國際車展上首度亮相。

## 外部連結
- （日語）日本官方網站 （页面存档备份，存于）